# Площадь Победы (станция метро, Минск)
«Пло́щадь Побе́ды» (бел. Плошча Перамогі) — станция Минского метрополитена, открытая 29 июня 1984 года в составе первой очереди метро. Расположена на Московской линии между станциями «Площадь Якуба Коласа» и «Октябрьская». Главной темой станции является торжество победы во Второй мировой войне.

## Строительство

### Станция
Строительство началось весной 1980 года, первая свая забита 2 октября 1980 года. В качестве проекта станции выбран изменённый (высота потолка увеличена с 4,2 метров до 5,1 метра) типовой проект колонной трёхпролётной станции из сборных железобетонных элементов, поставками которых занимался Минский завод железобетонных изделий. Так как котлован станции находился близко к исторической застройке проспекта Независимости, для строительства станции использован метод "стена в грунте": по периметру котлована выполнена сплошная стена из буронабивных свай. Для строительства станции предполагался перенос монумента Победы, однако этого удалось избежать. 
Так как станция расположена вблизи реки Свислочь, при разработке котлована было необходимо преодолеть два слоя водоносного грунта. Для решения этой проблемы были пробурены глубинные скважины, из которых вода откачивалась насосами. 
Пересекающие проспект трамвайные пути, на время строительства, были переложены ближе к площади Победы.

### Перегонные тоннели
В январе 1982 года смонтирован, тоннелепроходческий щит типа "ЩН-IX", ранее применённый при строительстве Криворожского скоростного трамвая. Для прохода под Свислочью рассматривалось несколько вариантов. Заморозка грунта под рекой была признана слишком дорогой, отвод воды в водосточный коллектор "Центр" также не удался. В результате на участке Свислочи над будущим тоннелем была сооружена земляная дамба шириной 38 метров, через которую пропустили десять труб диной 43 метра и диаметром 1 метр. Таким образом вода "обходила" стройплощадку тоннеля над ней. Тоннель был пройден за 12 дней.
К станционным путям отходящим от станции в сторону «Октябрьской» присоединяется соединительная ветвь к Автозаводской линии.

## Конструкция
Станция колонного типа из сборных железобетонных элементов с увеличенной с 4,2 метров до 5,1 метра высотой потолка перронного зала.  
Объёмно пространственное решения перронного зала имеет в своей основе создание образа торжества. Главным элемент – несущие колонны с расширяющимися капителями. Шаг колонн — шесть метров. Колонны символизируют салют, что подчёркивается их золотистым оформлением и встроенными в капители светильниками из штампованного хрусталя, тонированного жёлтым. Большинство светильников перестало работать к началу в 2019 году реконструкции освещения на станциях метрополитена, реконструкция коснулась и "Площади Победы", оригинальная концепция освещения была восстановлена. В этом же году с путевых стен станции была убрана реклама, таким образом почти полностью был восстановлен оригинальный облик станции.

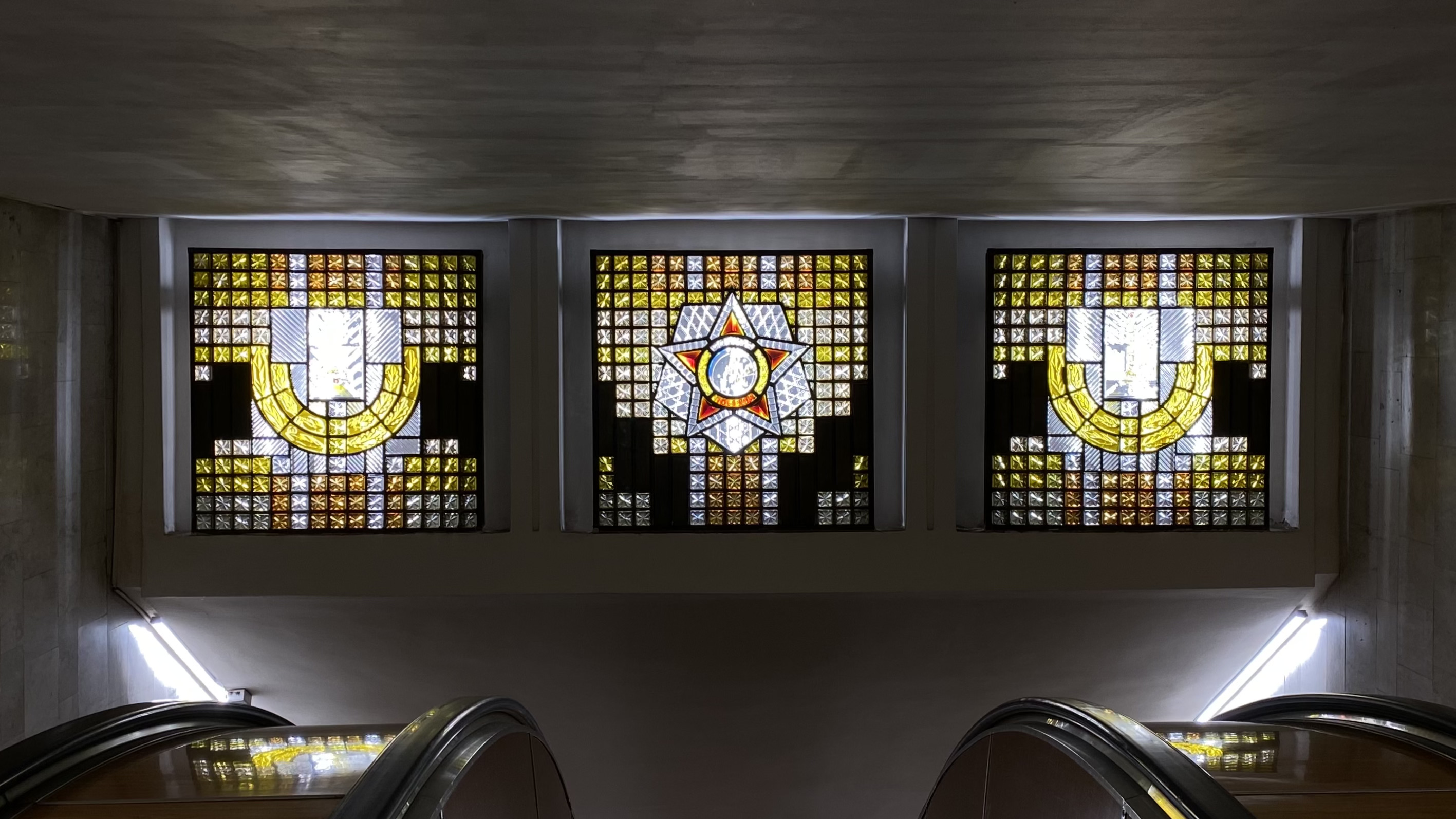
Витражи в вестибюле станции.

Над эскалаторами выходящего к улице Козлова вестибюля присутствуют три выполненных из хрусталя витража, на них изображены слева направо: Курган Славы, орден Победы, монумент Победы. Вестибюли станции дополняют светильники выполненные в одном стиле со светильниками в перронном зале.   
Основные отделочные материалы: белый мрамор на стенах и колоннах, красный, серый и чёрный гранит пола.

## Выходы
Вестибюль в сторону улицы Козлова оборудован тремя эскалаторами типа ЭТ-5. Над ними находятся три витража. Выход ведёт в подземный пешеходный переход, ведущий к улице Козлова и проспектами Независимости и Машерова. Ближайшие остановки общественного транспорта позволяют пересесть на автобусы № 19 и 100, и трамваи № 1, 3, 4, 6, 11.

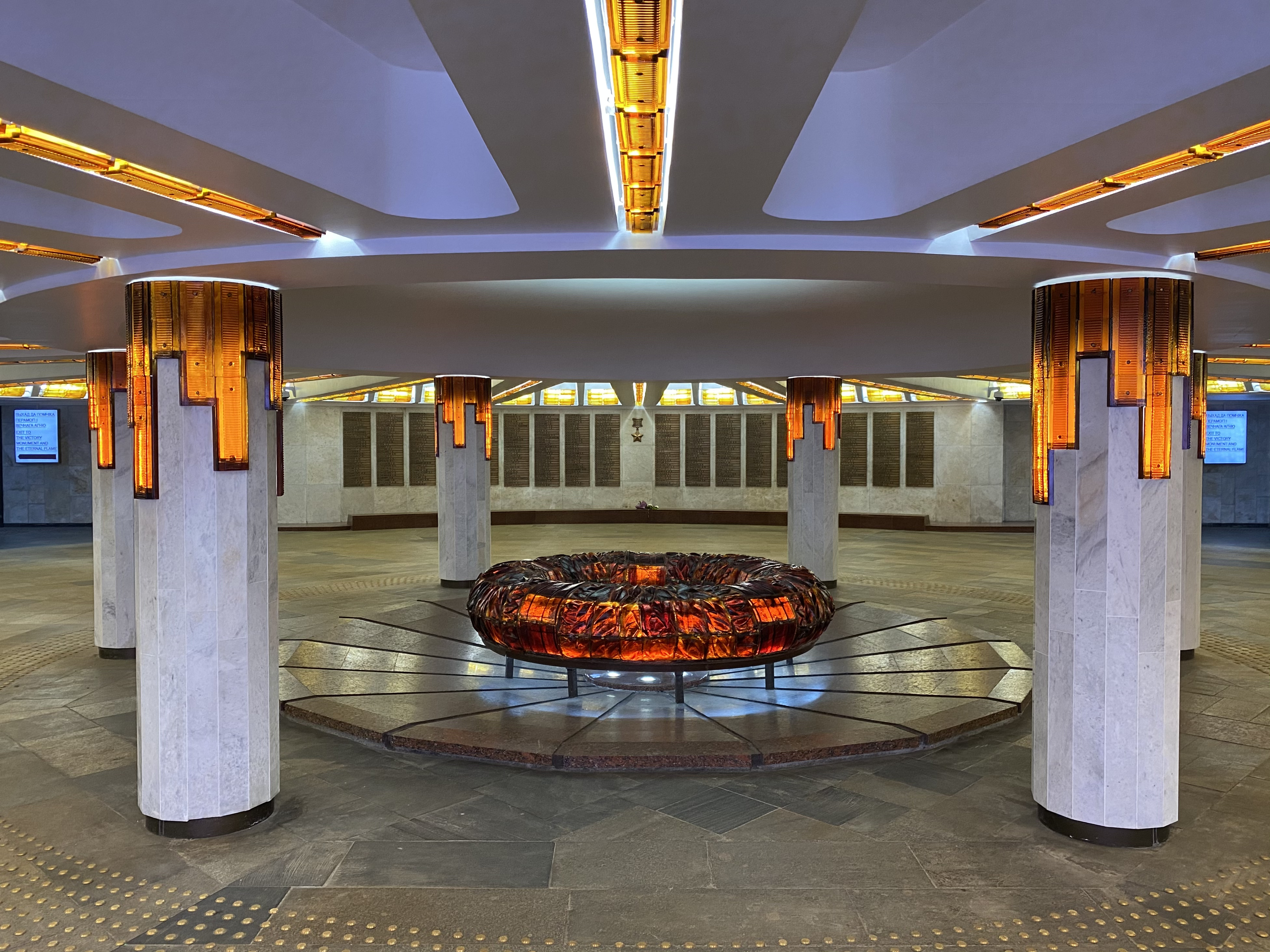
Мемориальный зал.

Вестибюль в сторону площади Победы ведёт в круглый пешеходный переход под ней. Он имеет выходы к улицам Захарова и Кисилёва, проспекту Независимости и монументу Победы. Внутри перехода находятся объекты торговли и мемориальный зал под площадью. На стене зала закреплено изображение Звезды Героя Советского Союза и плиты с именами 566 человек, которые принимали участие в освобождении БССР. В центре зала располагается "венок" выполненный из стекла с подсветкой изнутри. 
В ходе капитального ремонта, который проходил с августа 2019 года по 9 мая 2020 года переход частично закрывали, была проведена реконструкция освещения. В ходе работ было полностью уничтожено оригинальное оформление входов в переход: выполненные из металлических букв вывести с названием станции заменены на рекламные лайтбоксы, оригинальная отделка стен из белого мрамора была заменена на чёрный керамогранит. 
Ближайшие остановки общественного транспорта позволяют пересесть на автобусы № 18, 26, 39, 100, а также троллейбус № 22.

## Фотогалерея

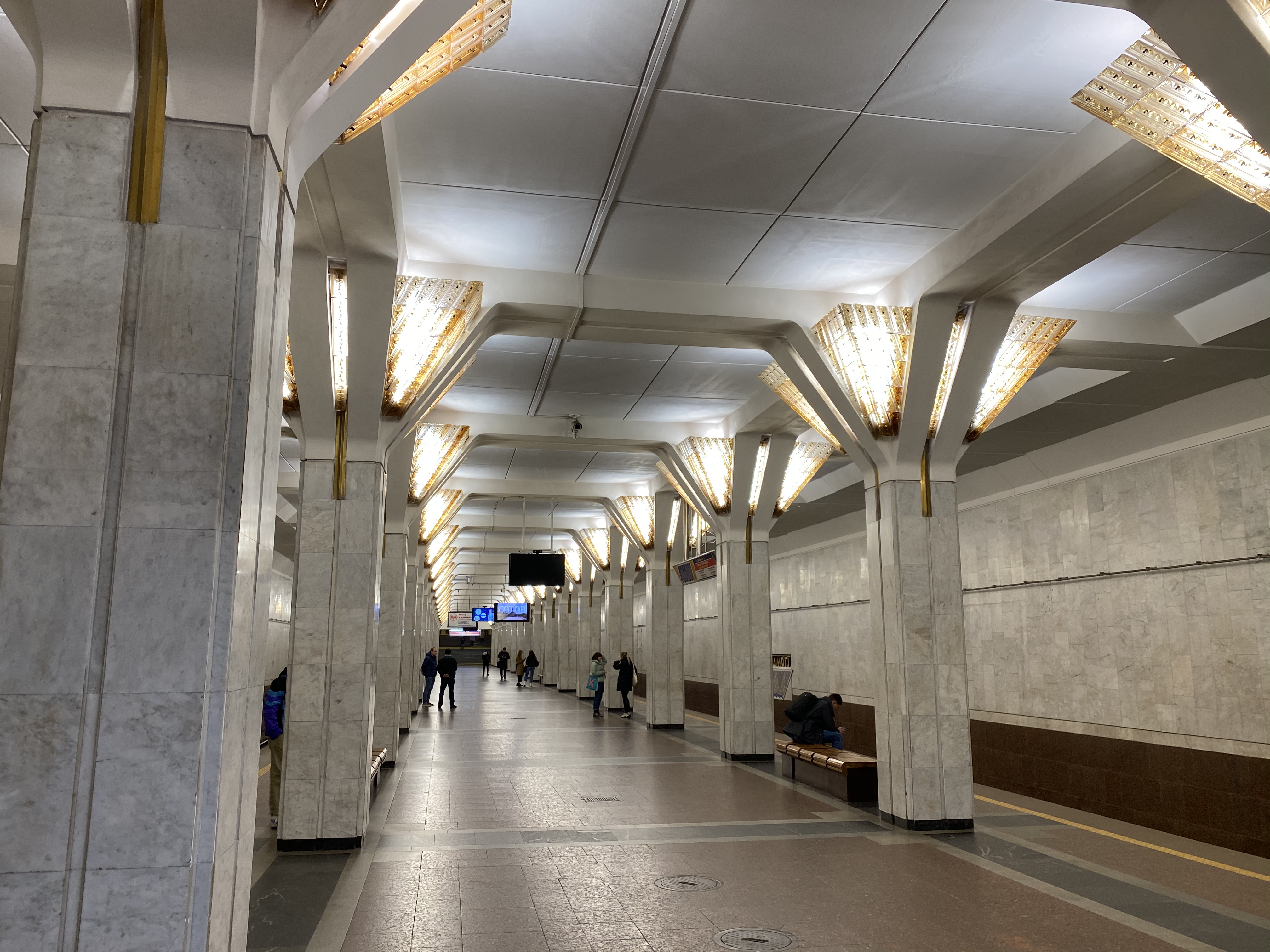
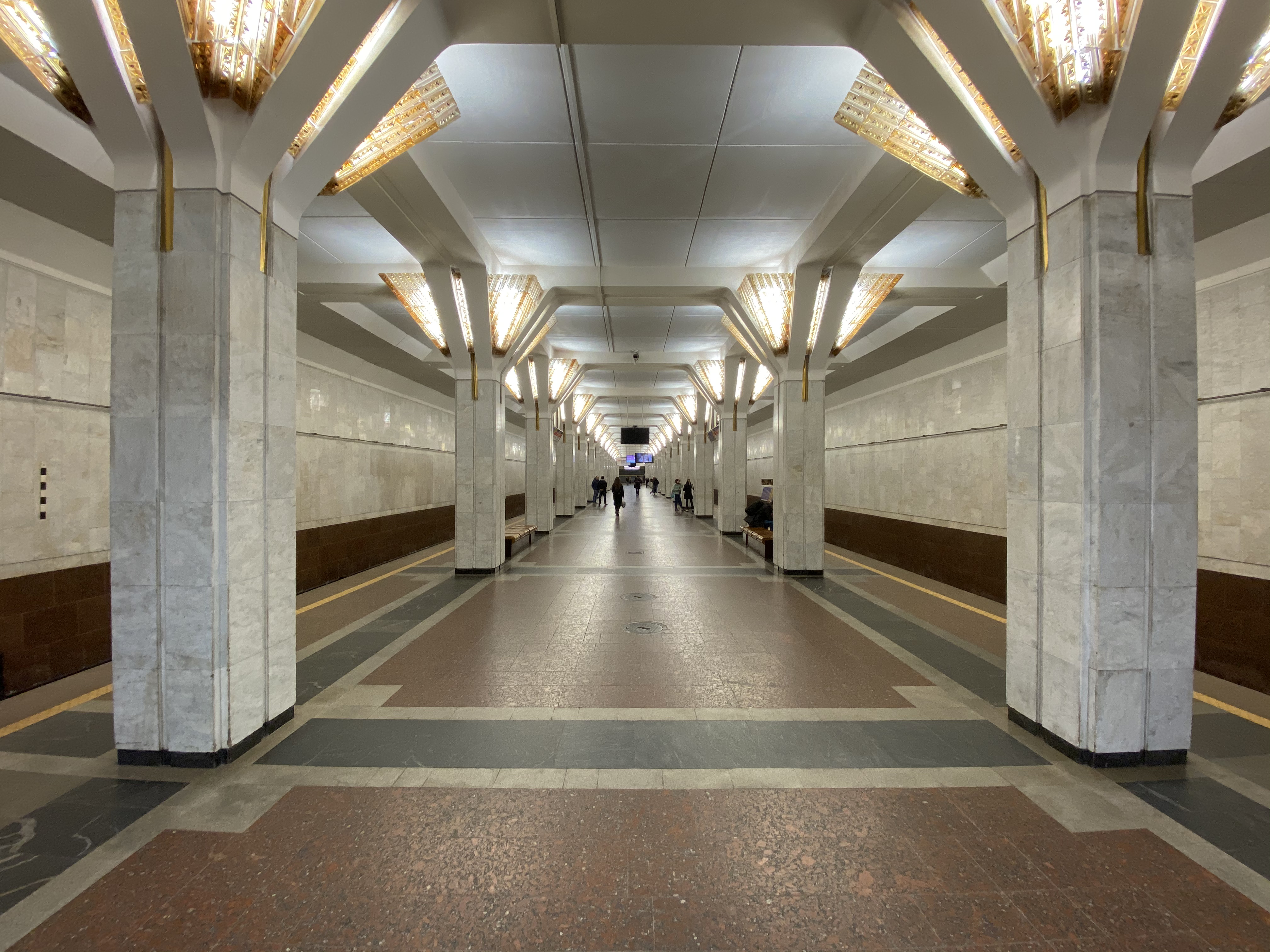
Вид на платформу станции
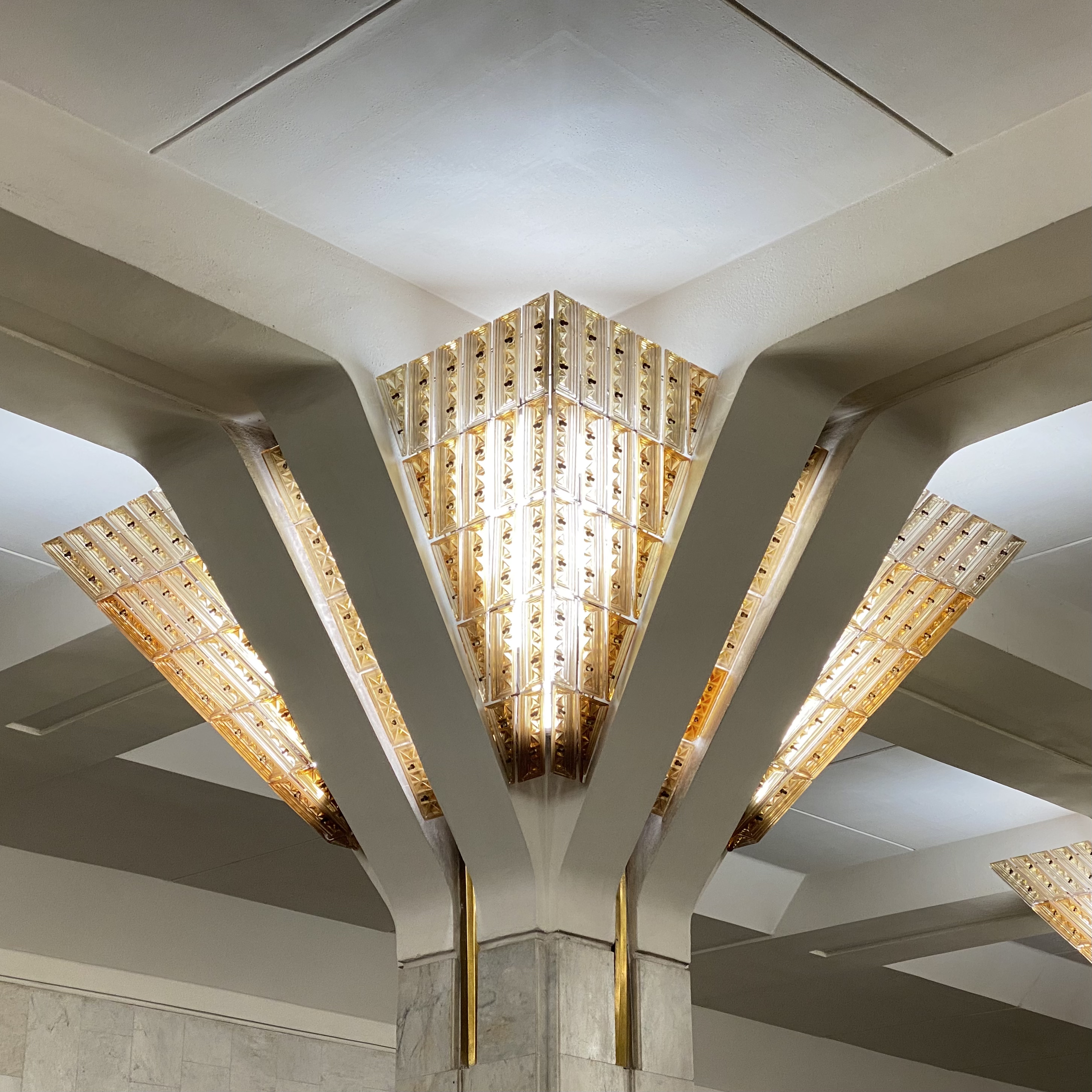
Колонны
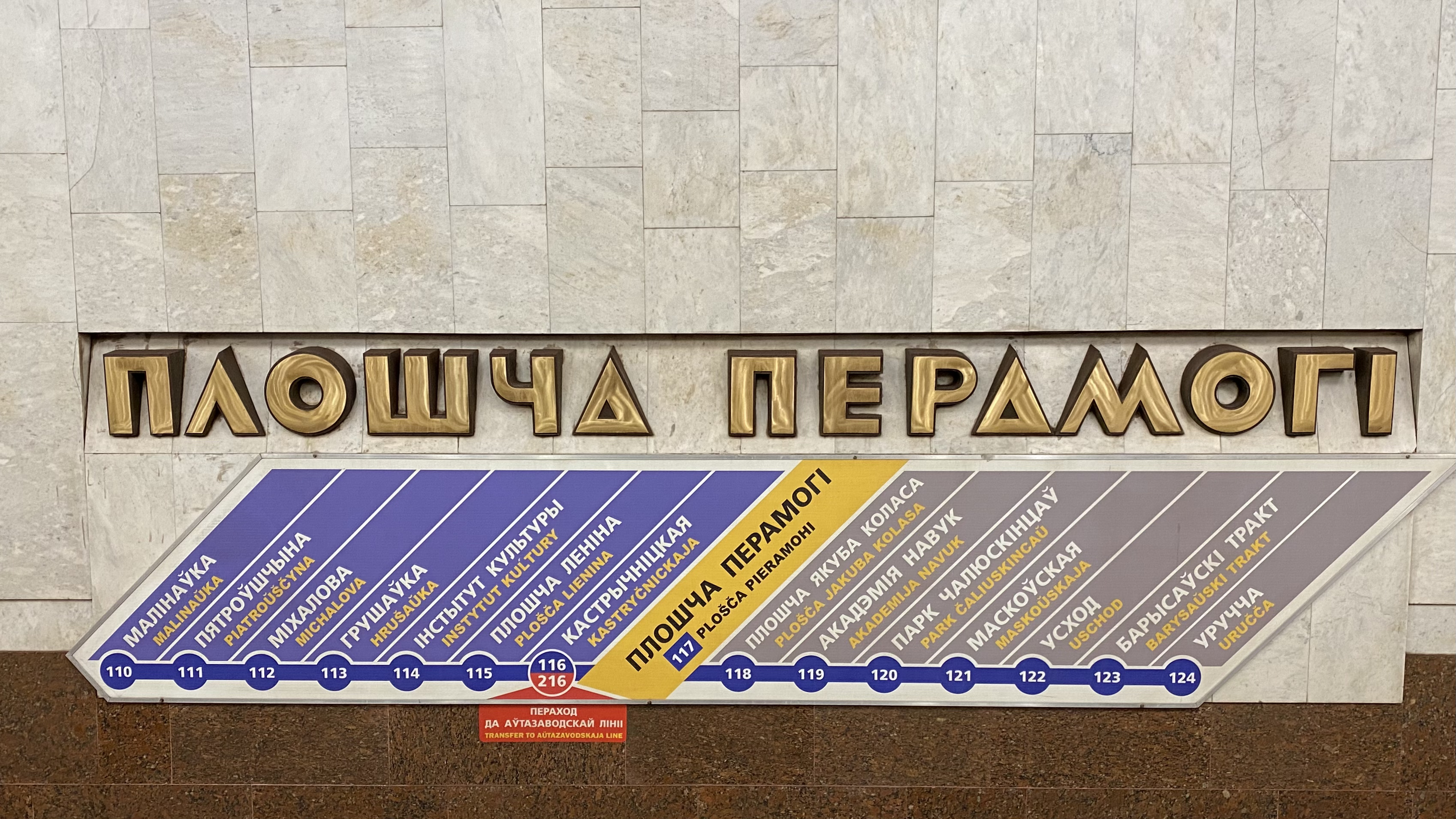
Белорусское название станции на путевой стене
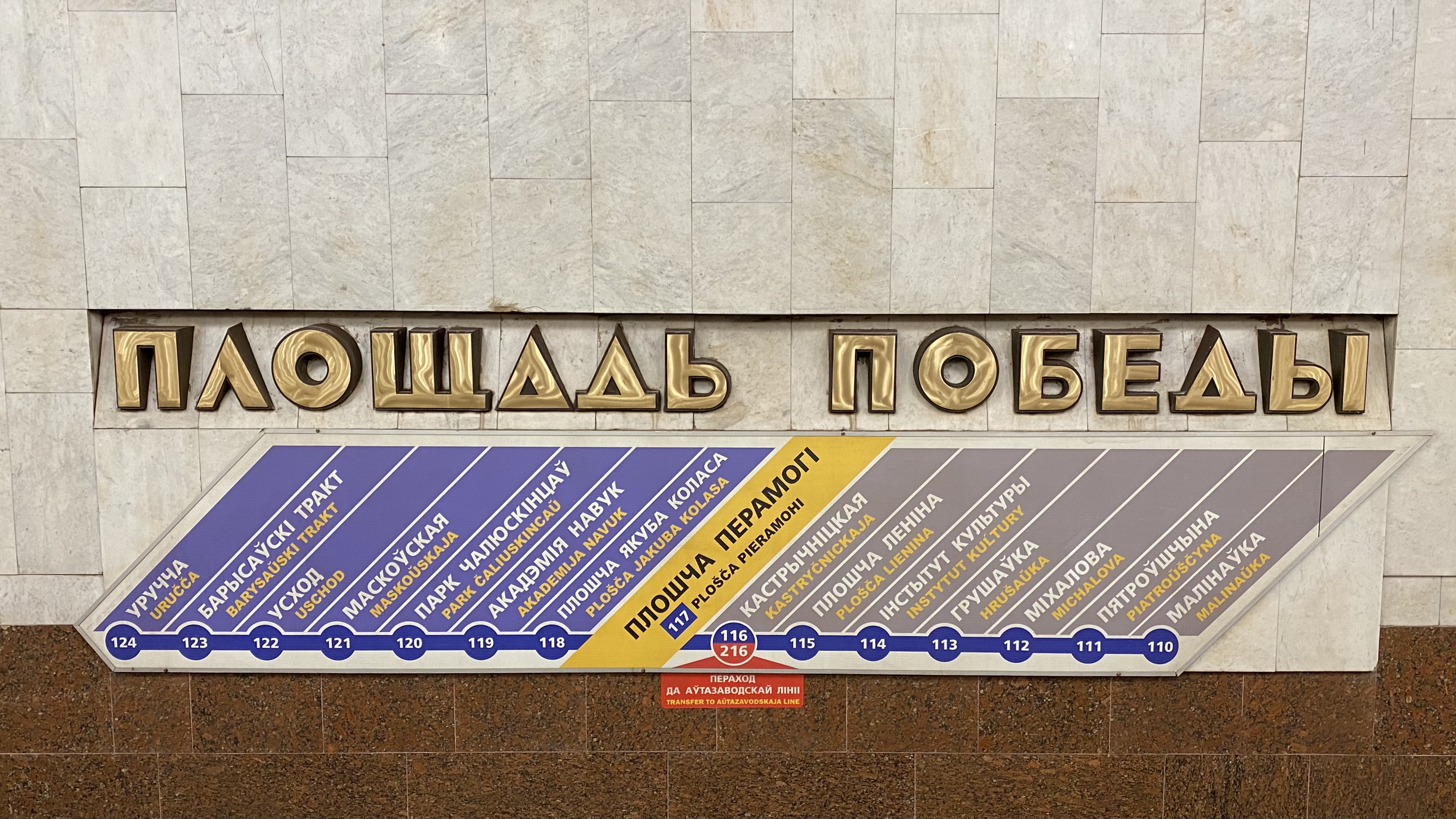
Русское название станции на путевой стене
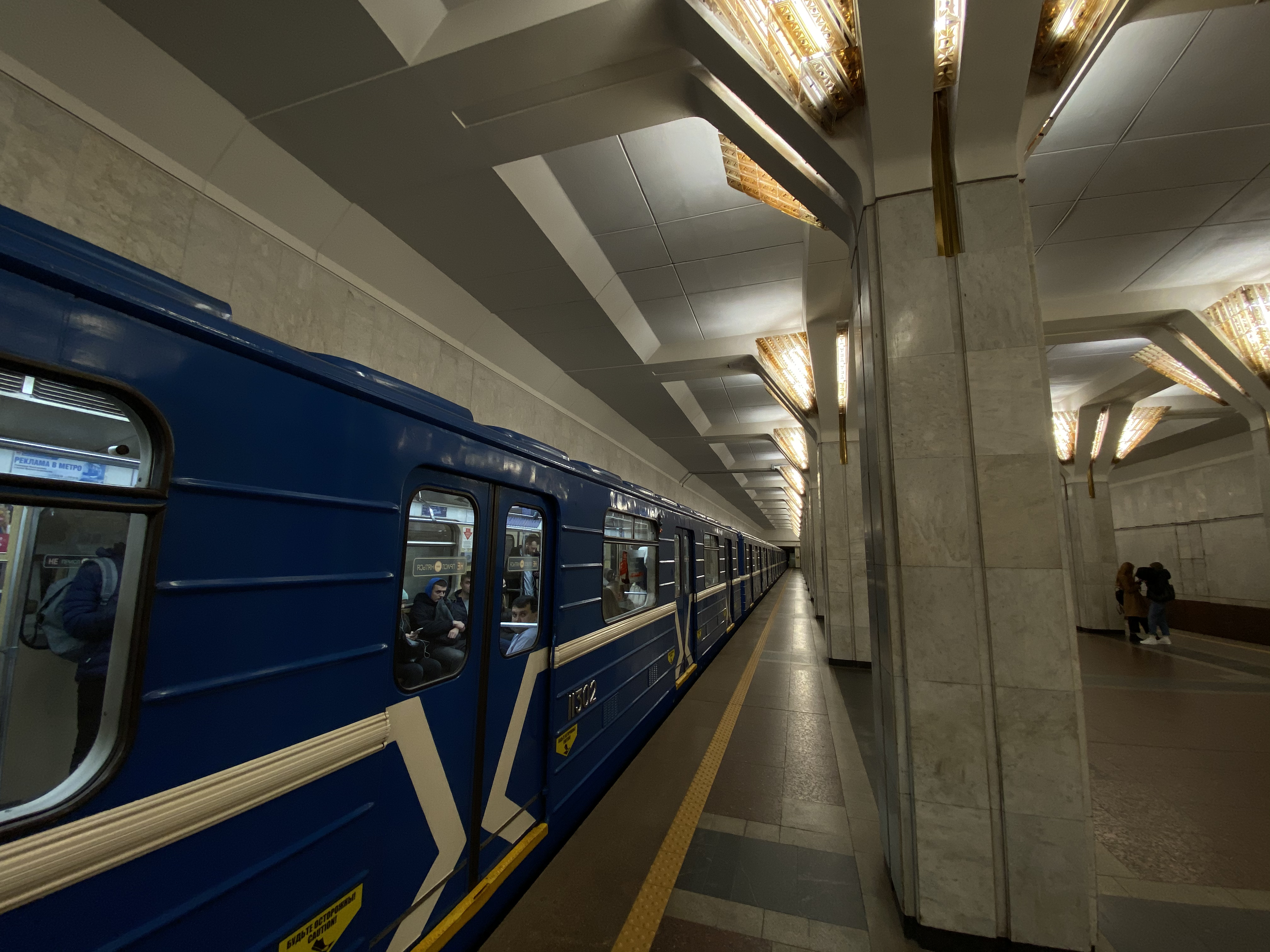
Поезд на станции
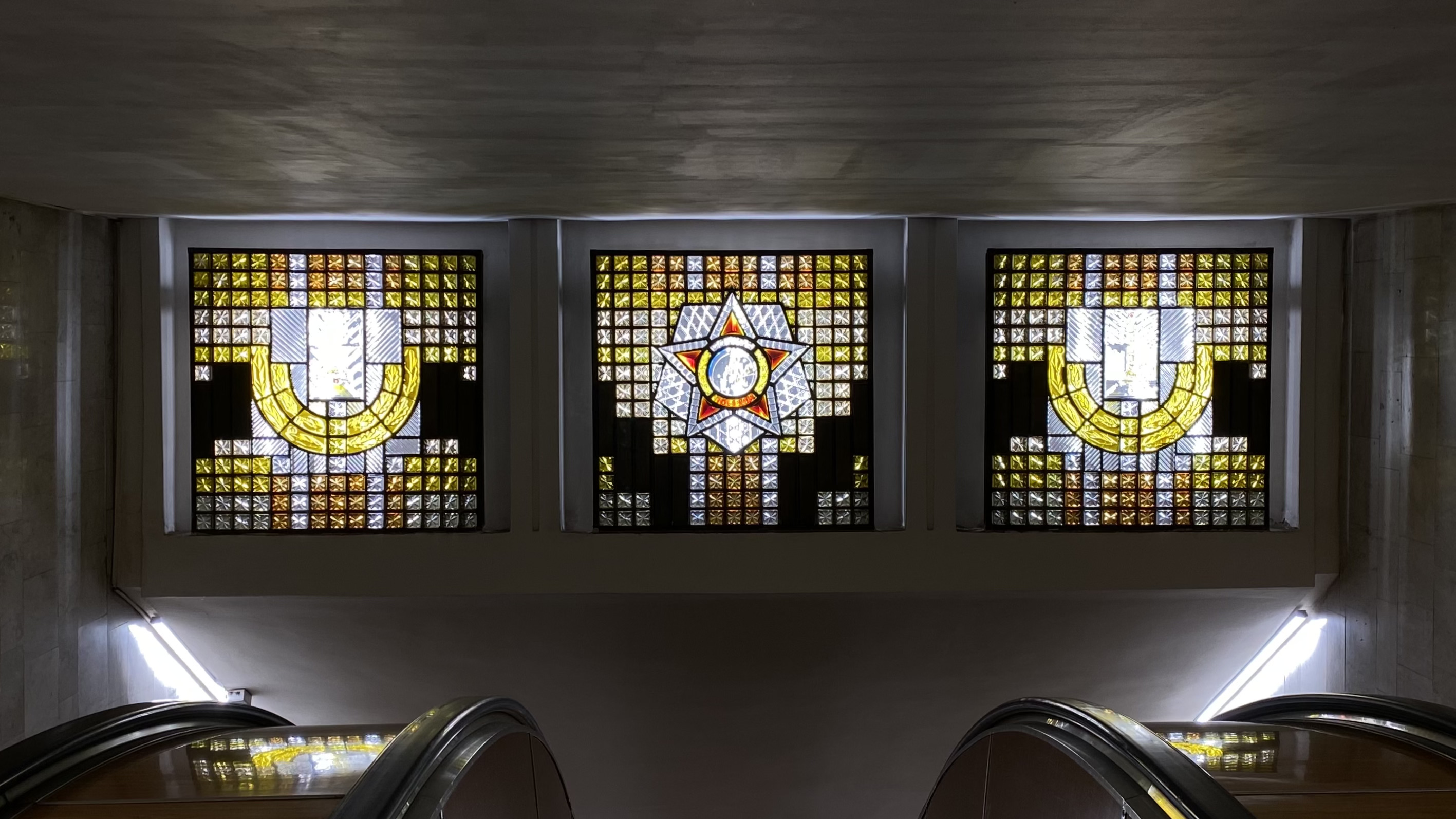
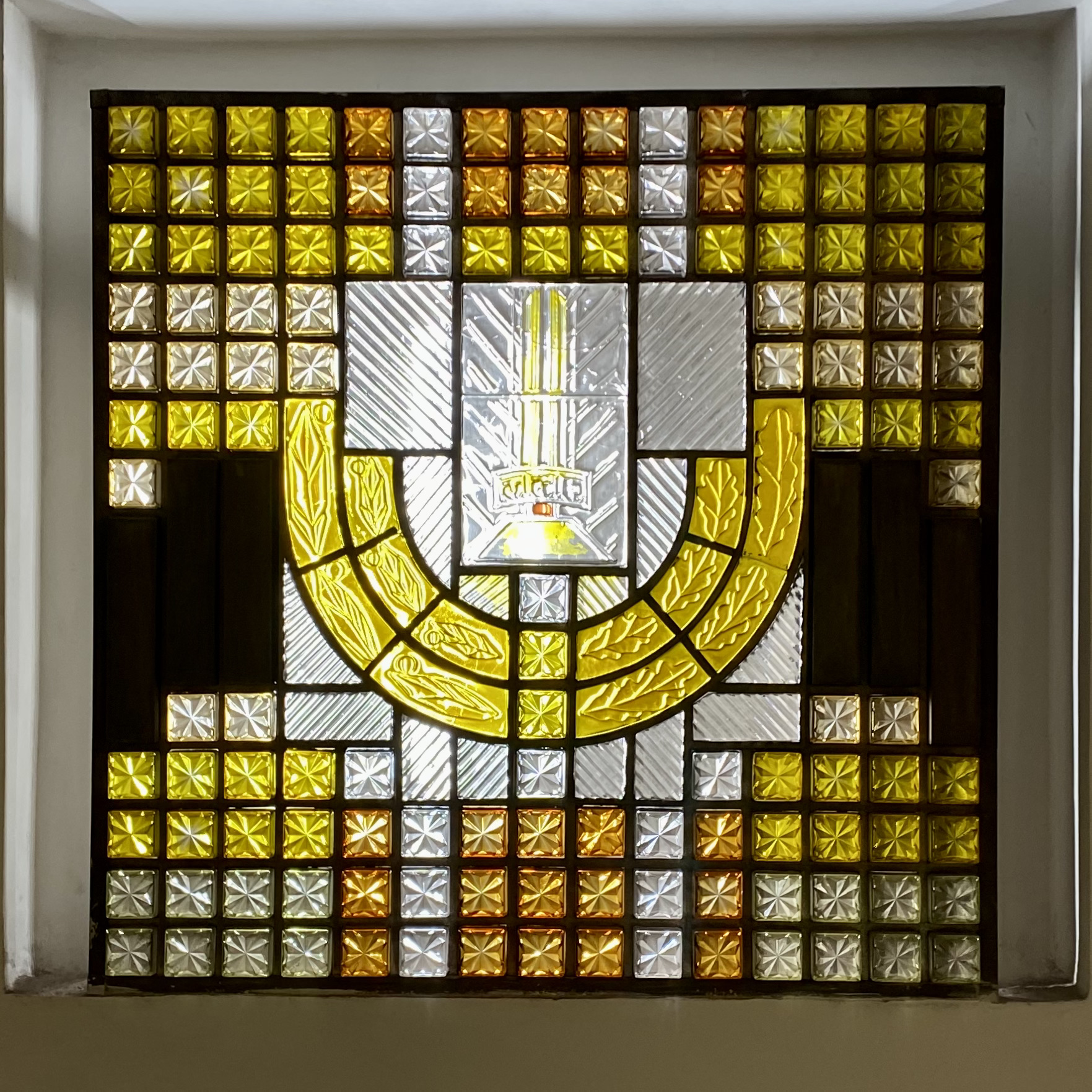
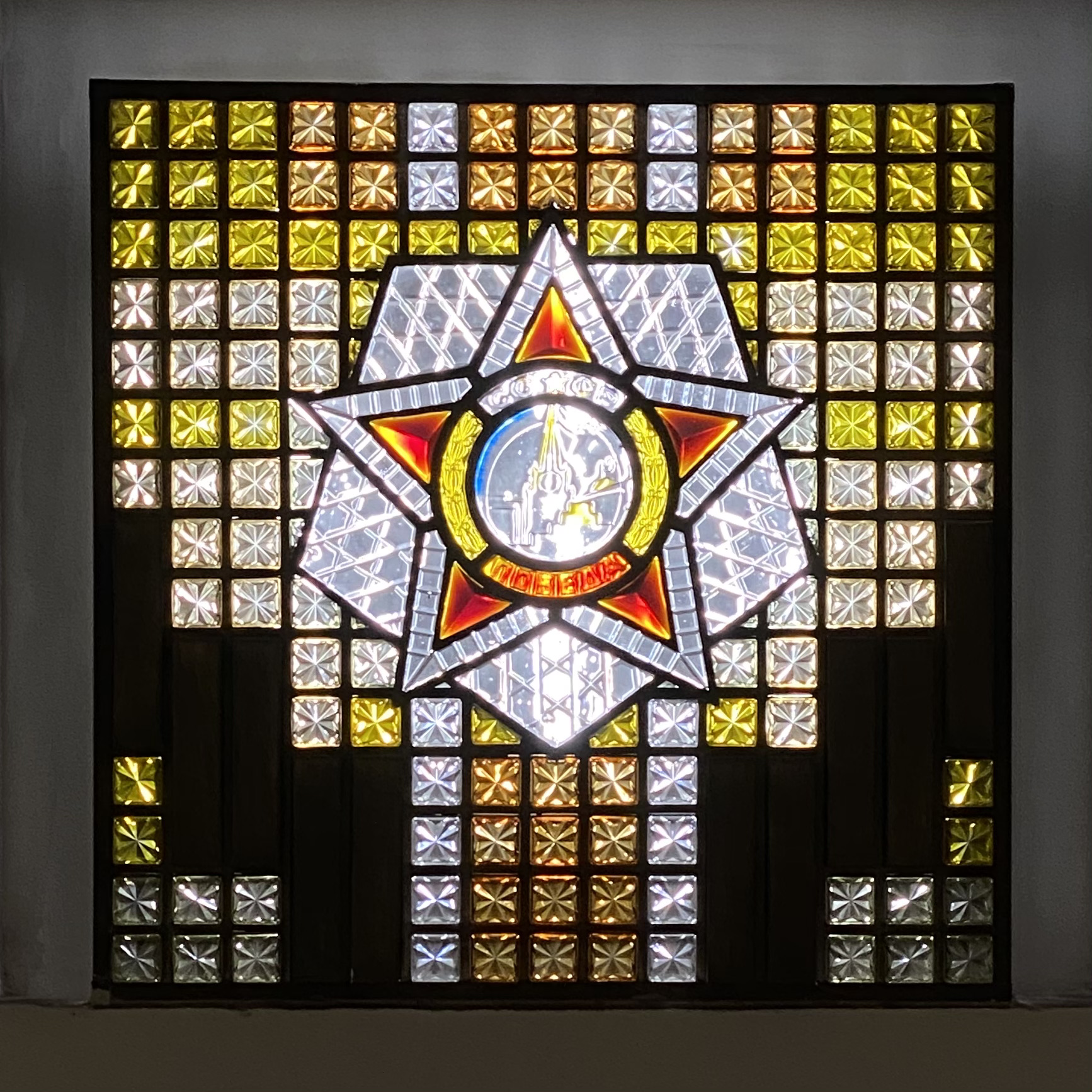
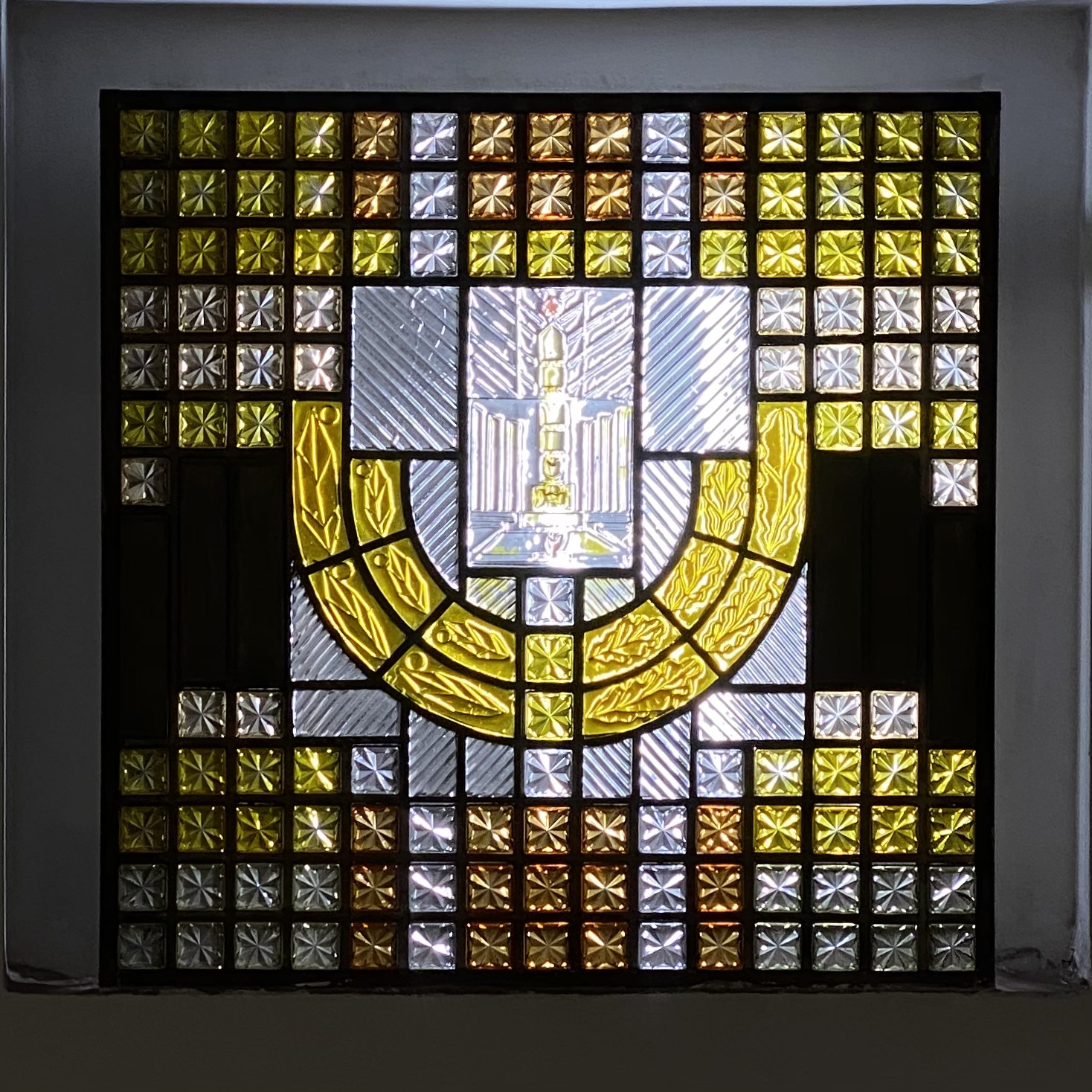
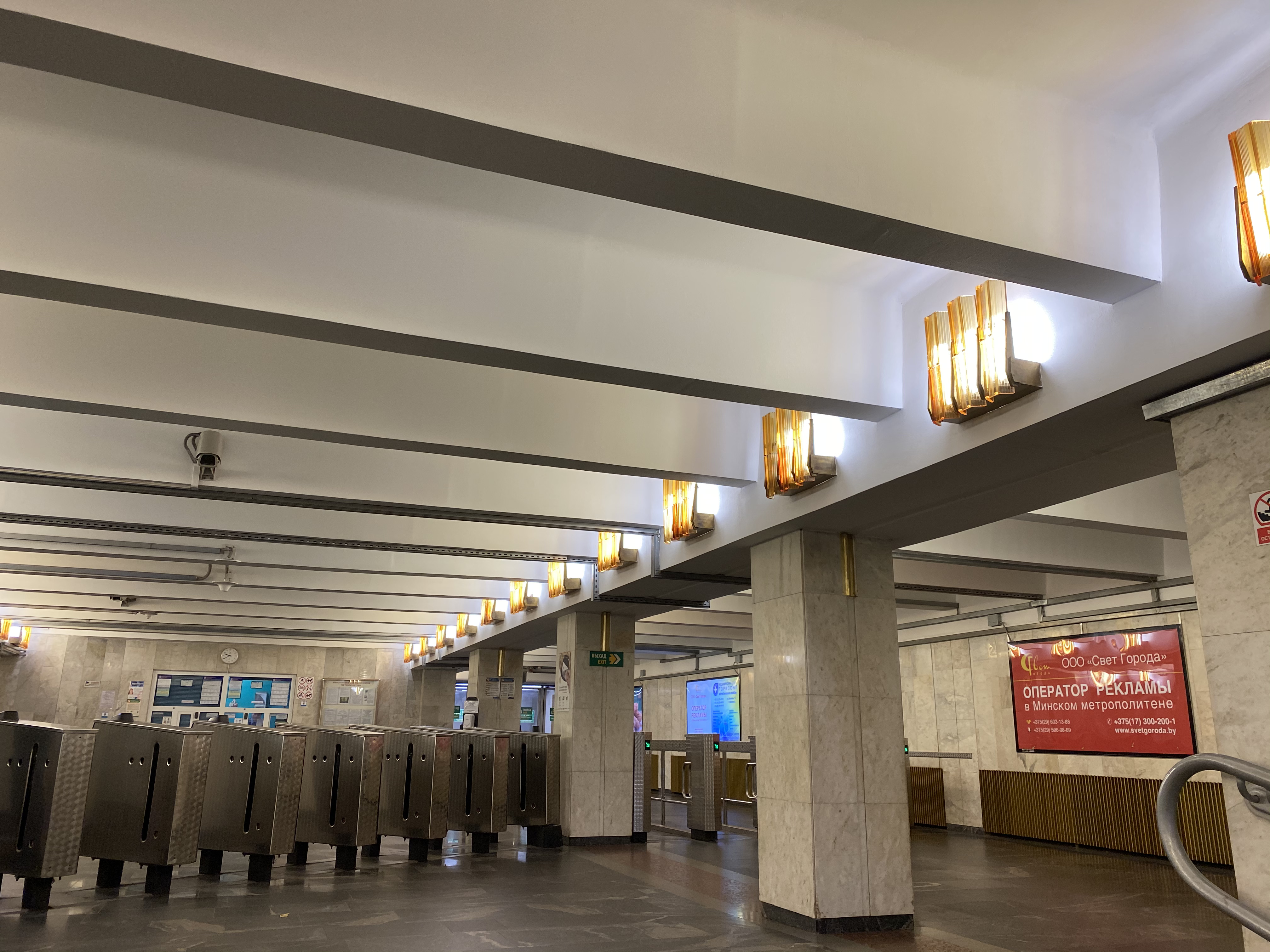
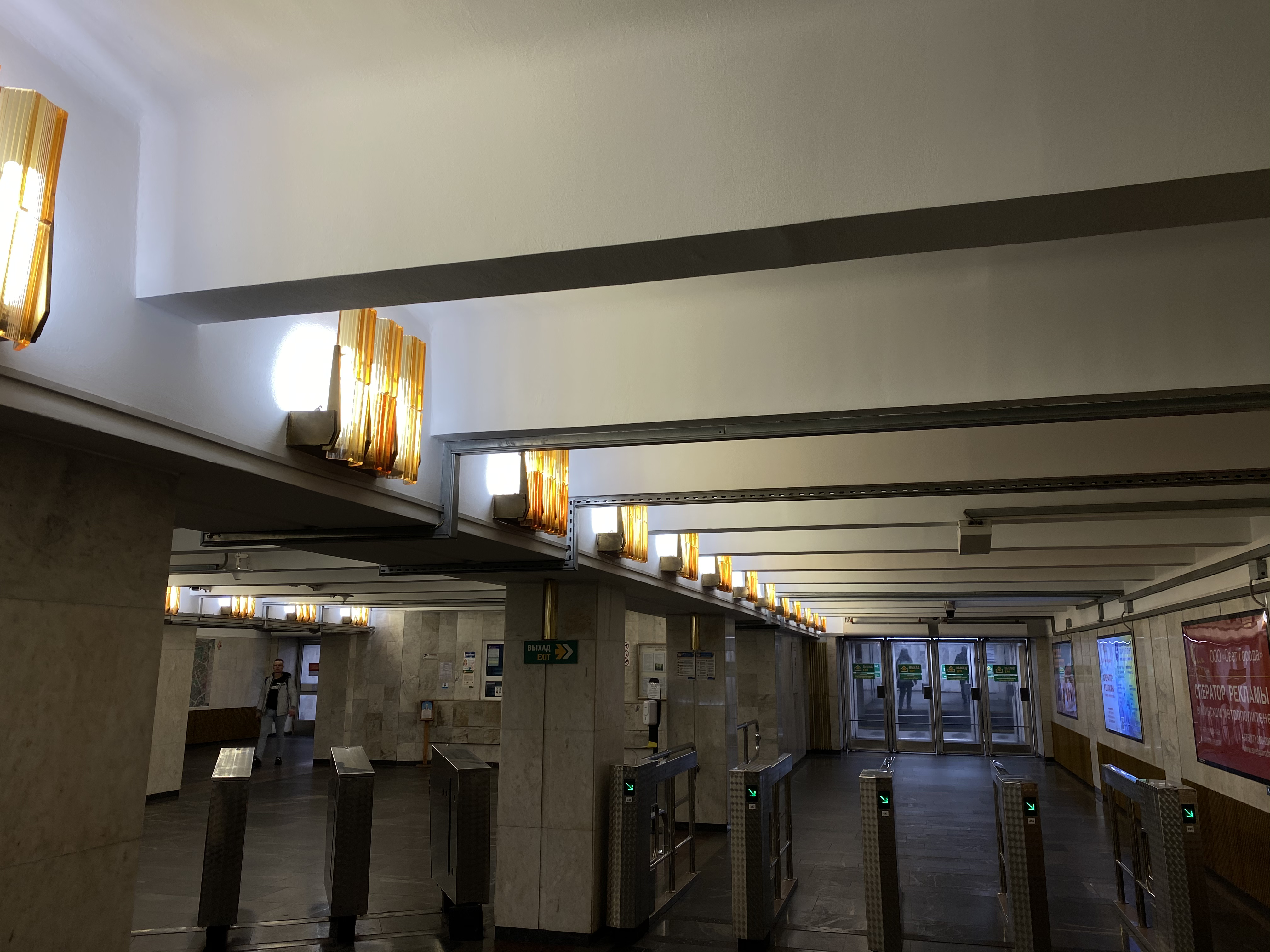
Выход в город со станции
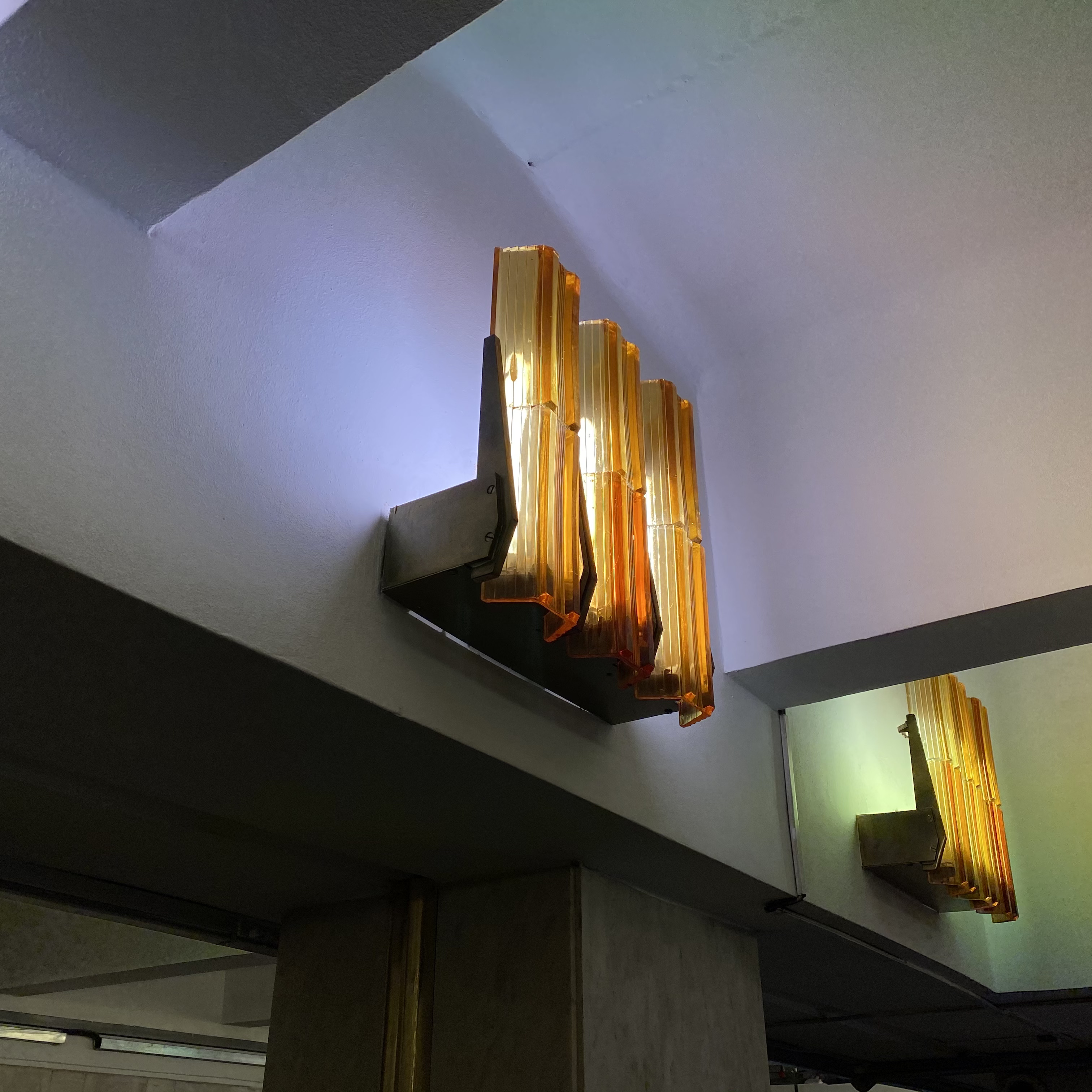
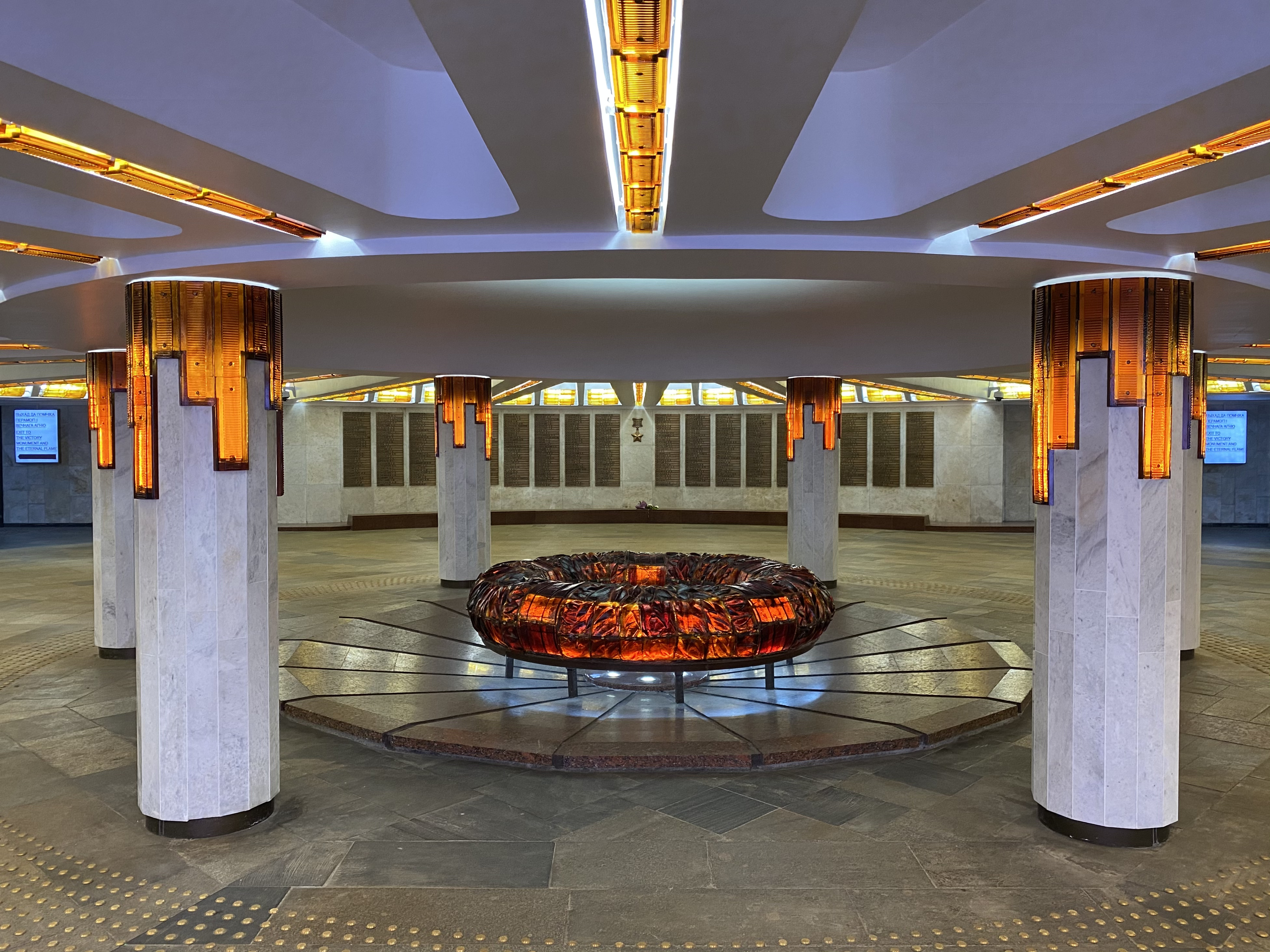
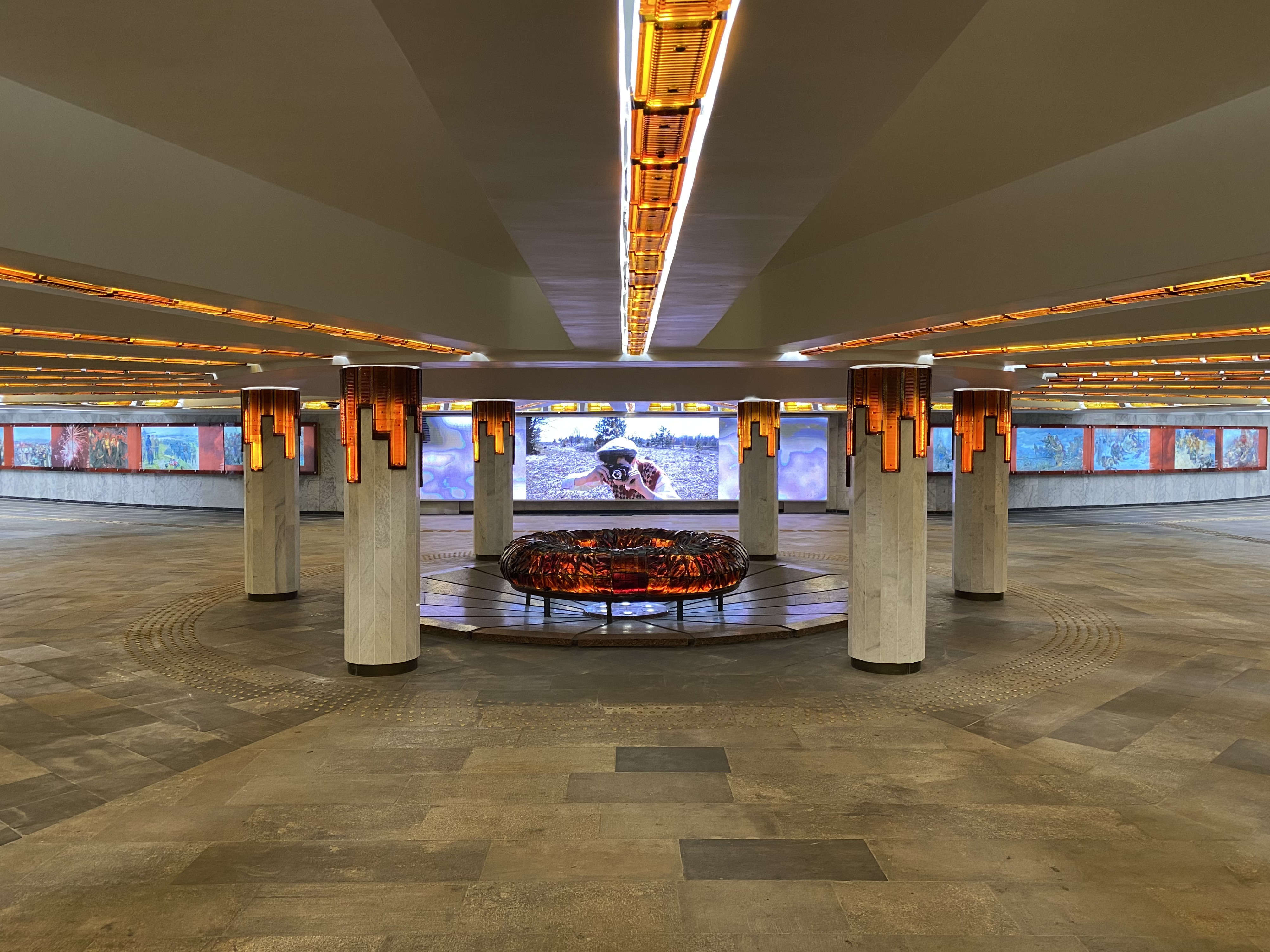
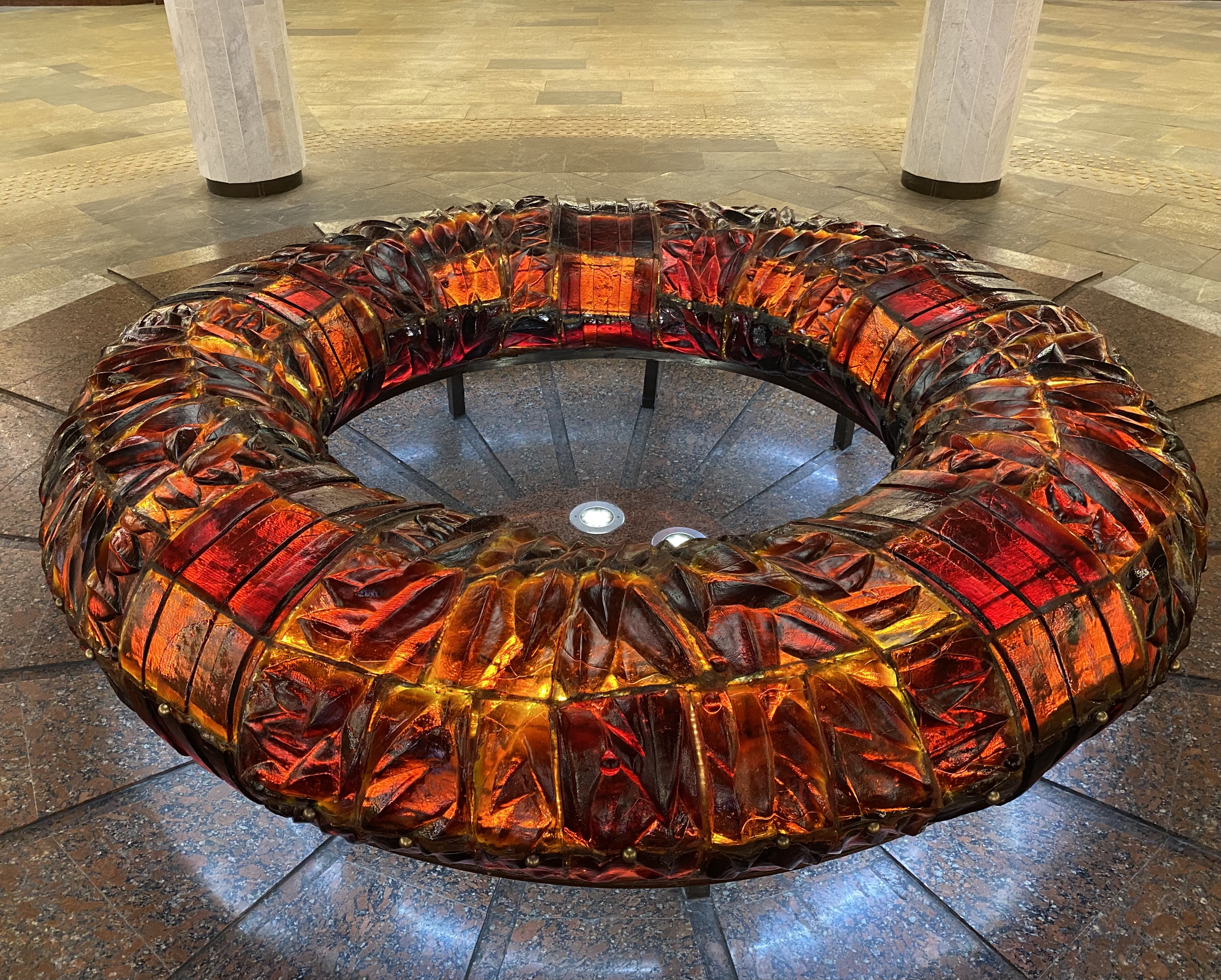
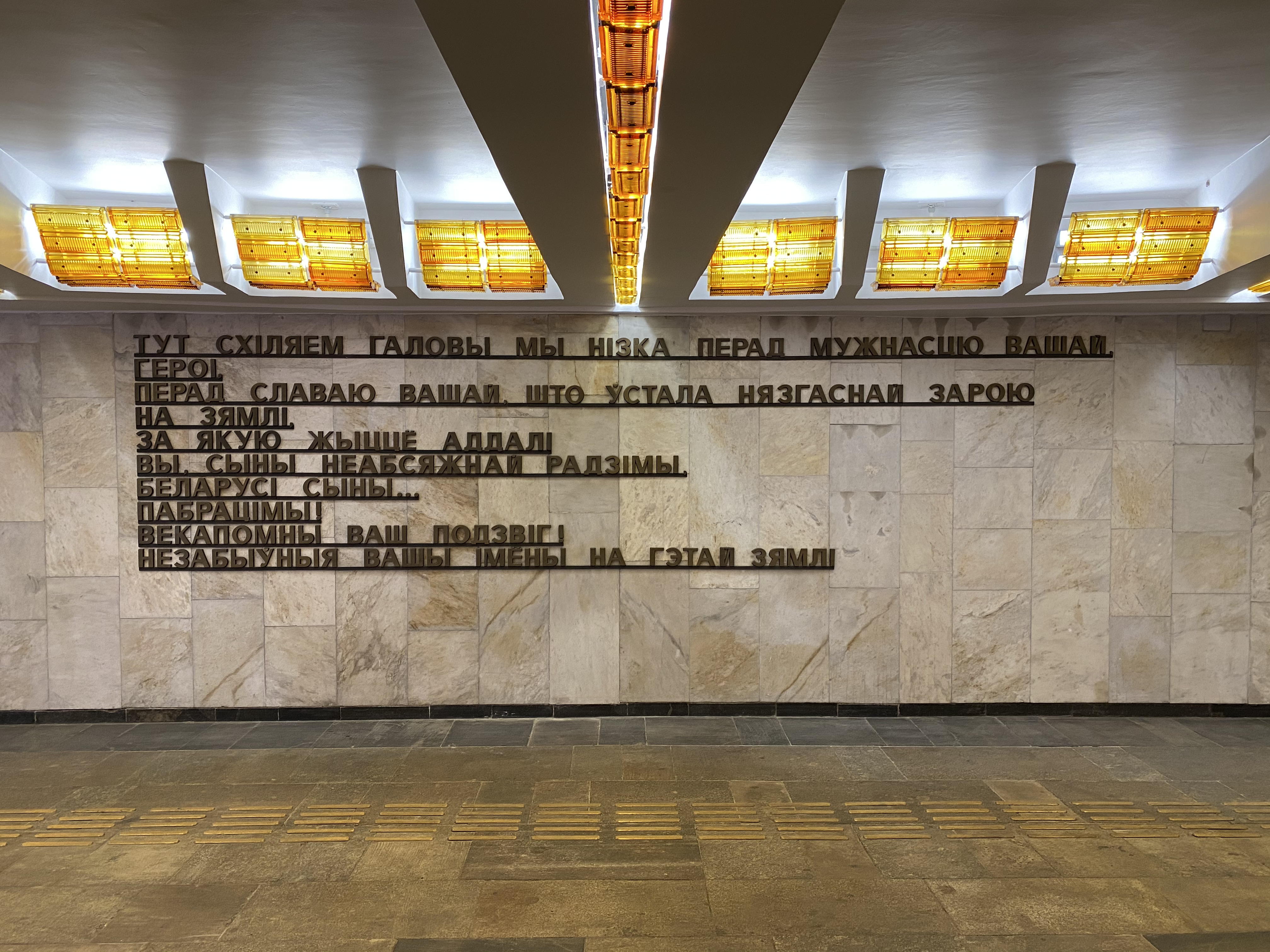
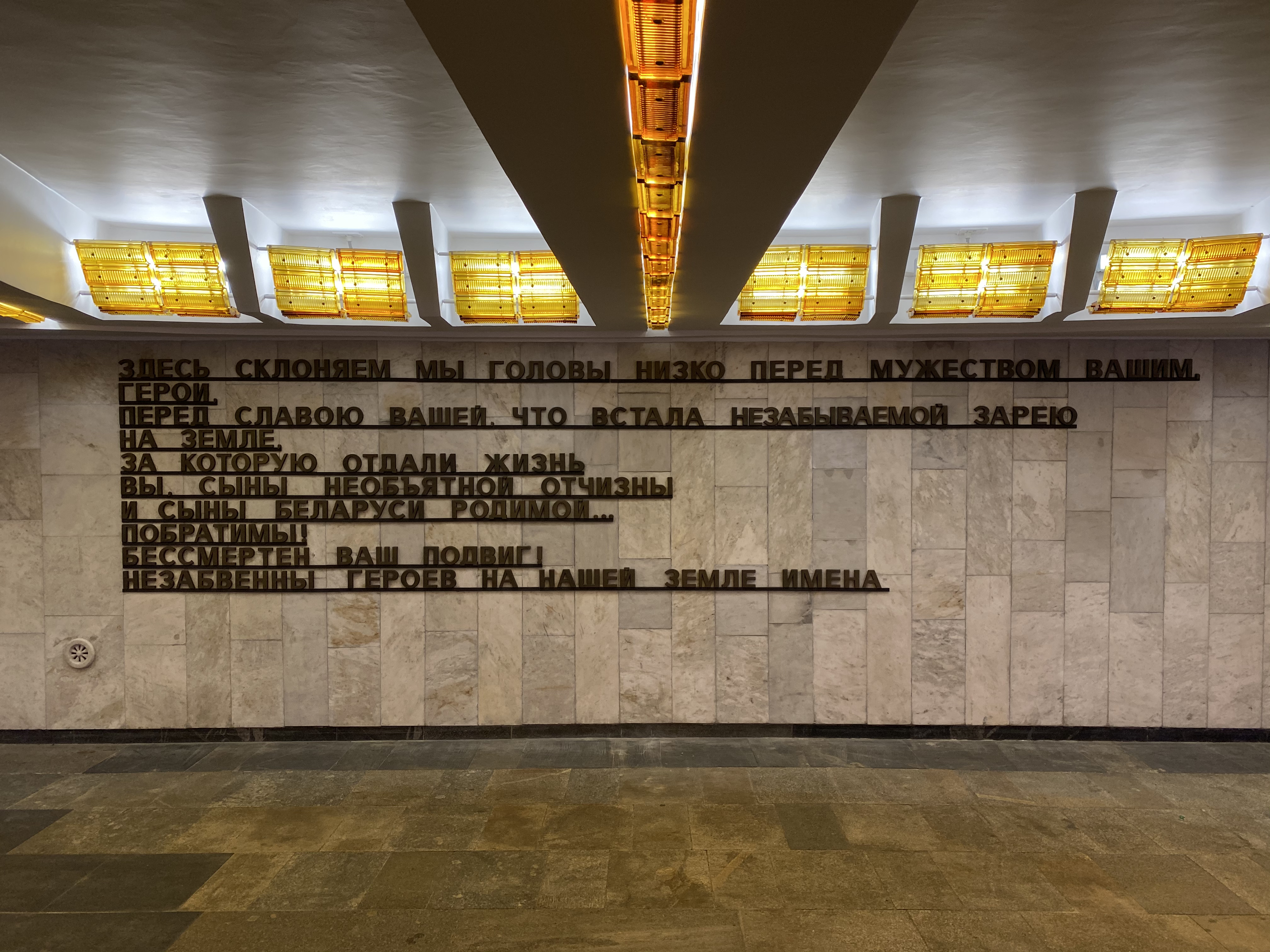
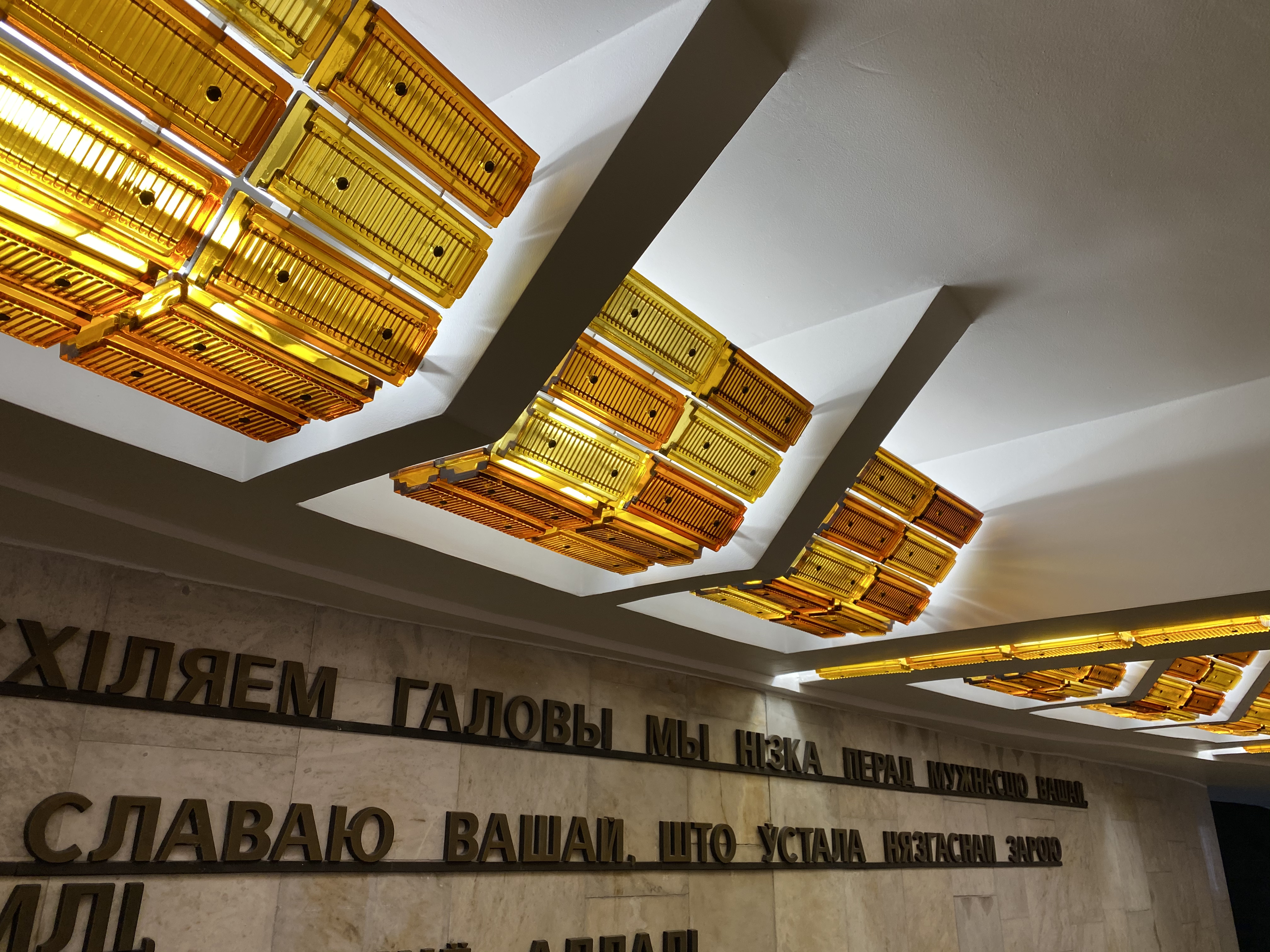
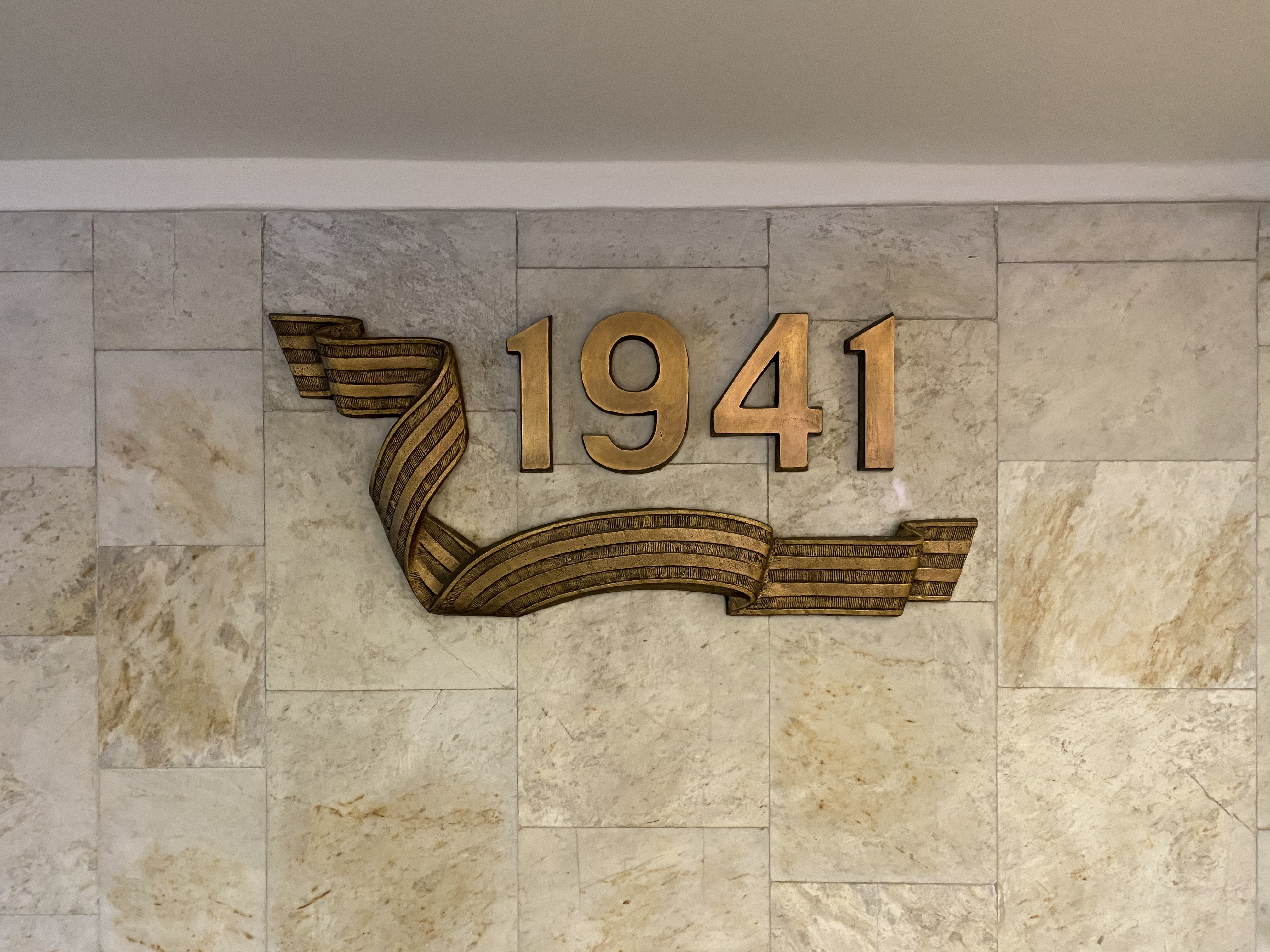
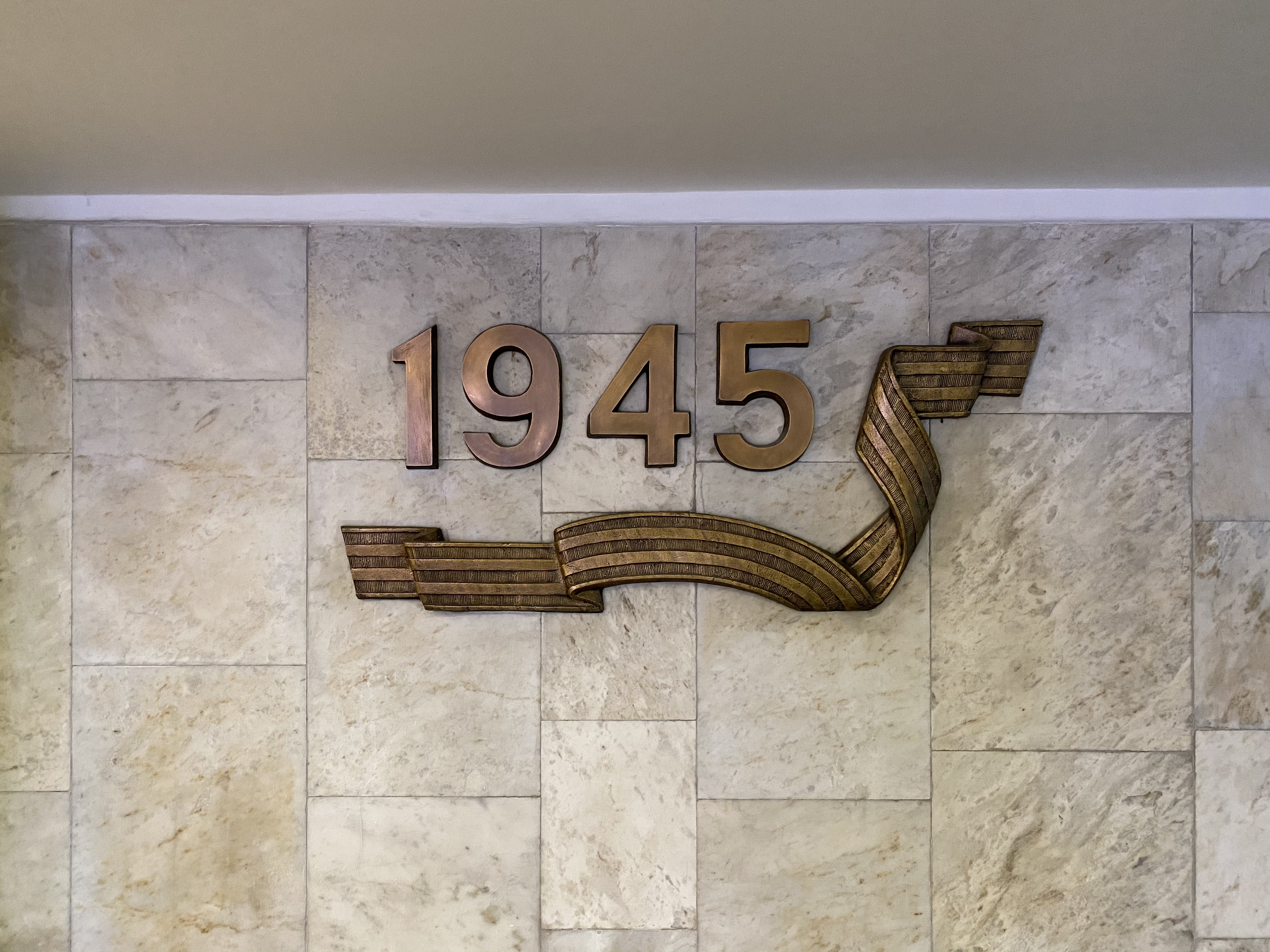
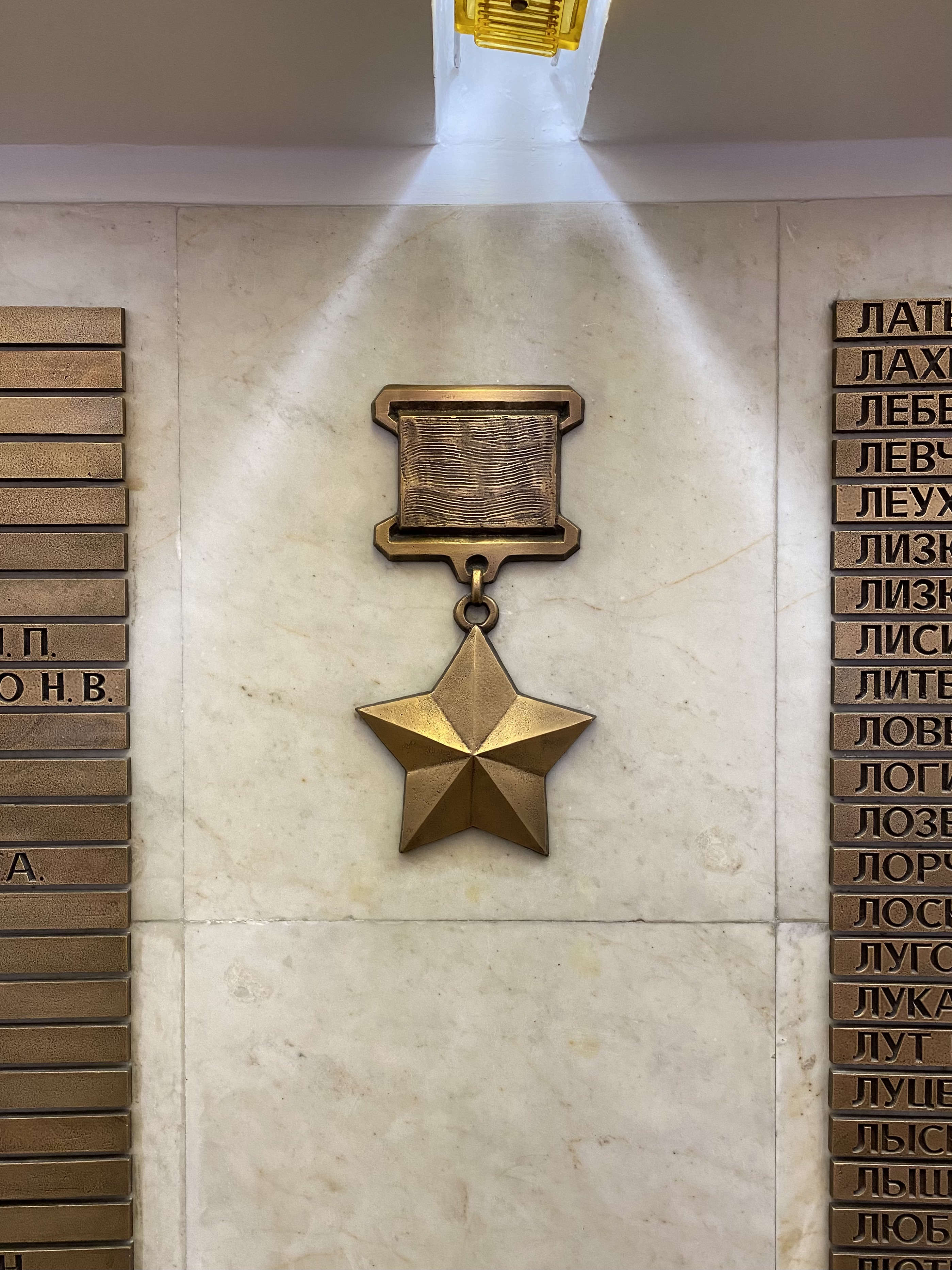
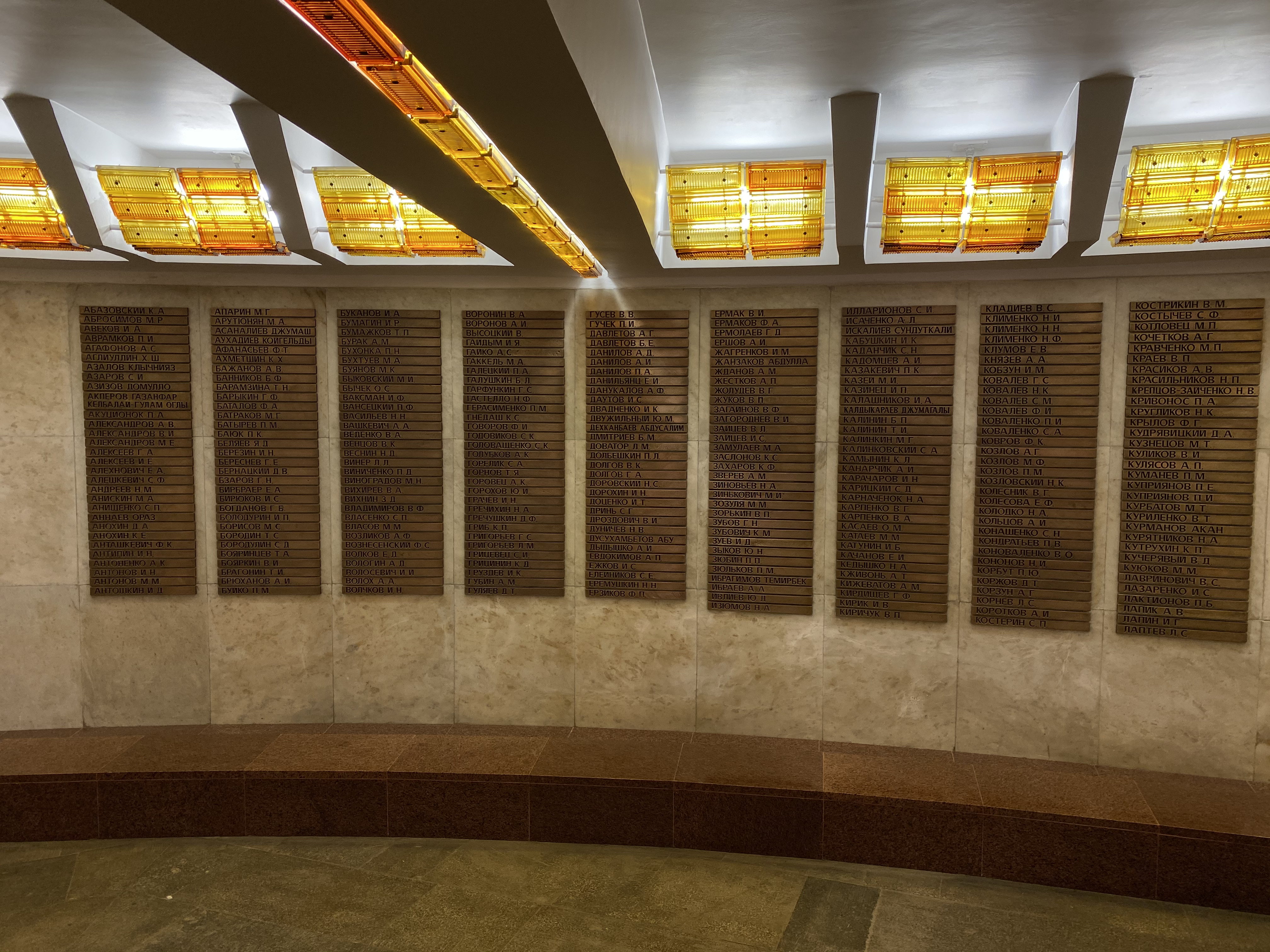
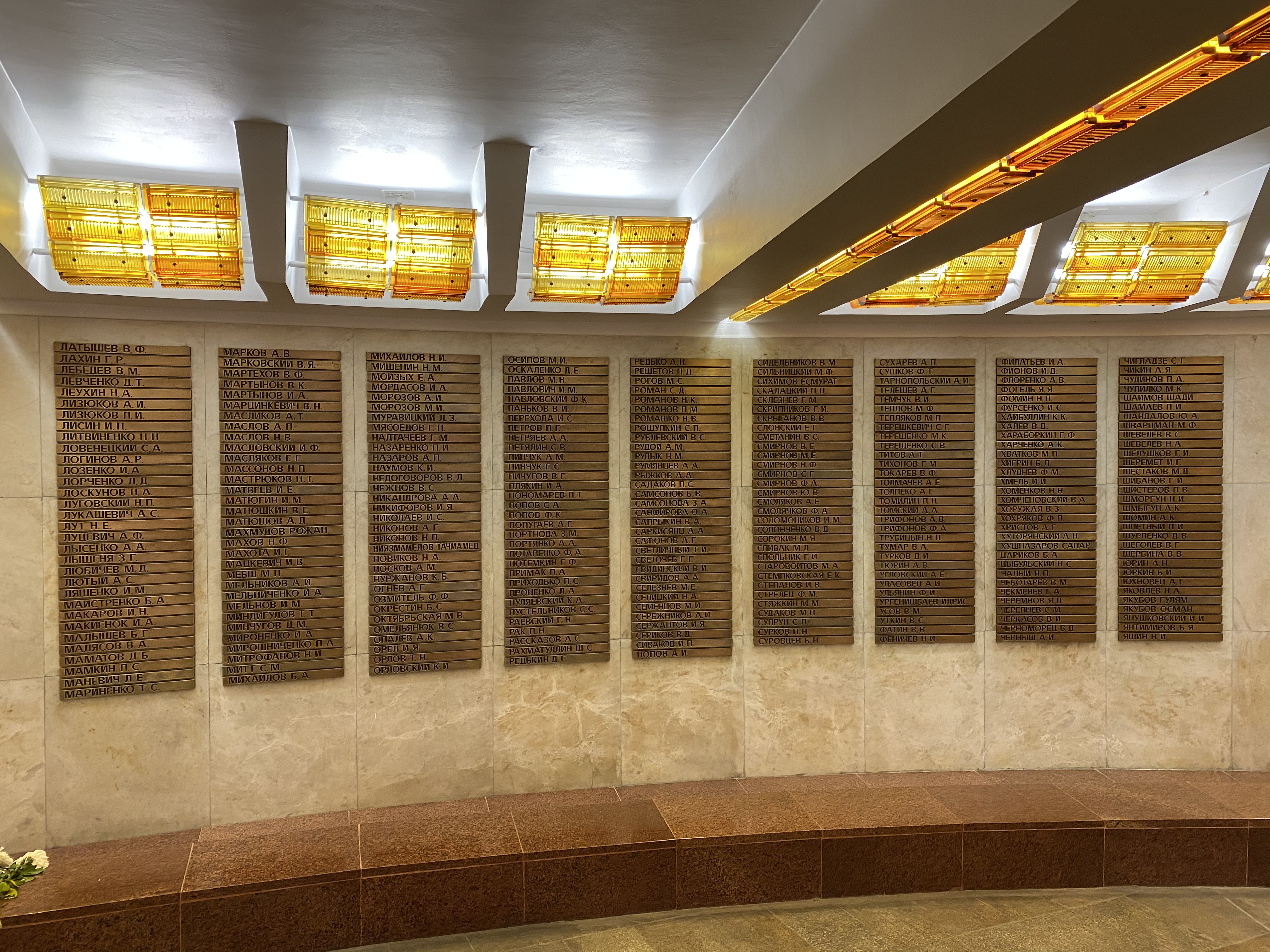
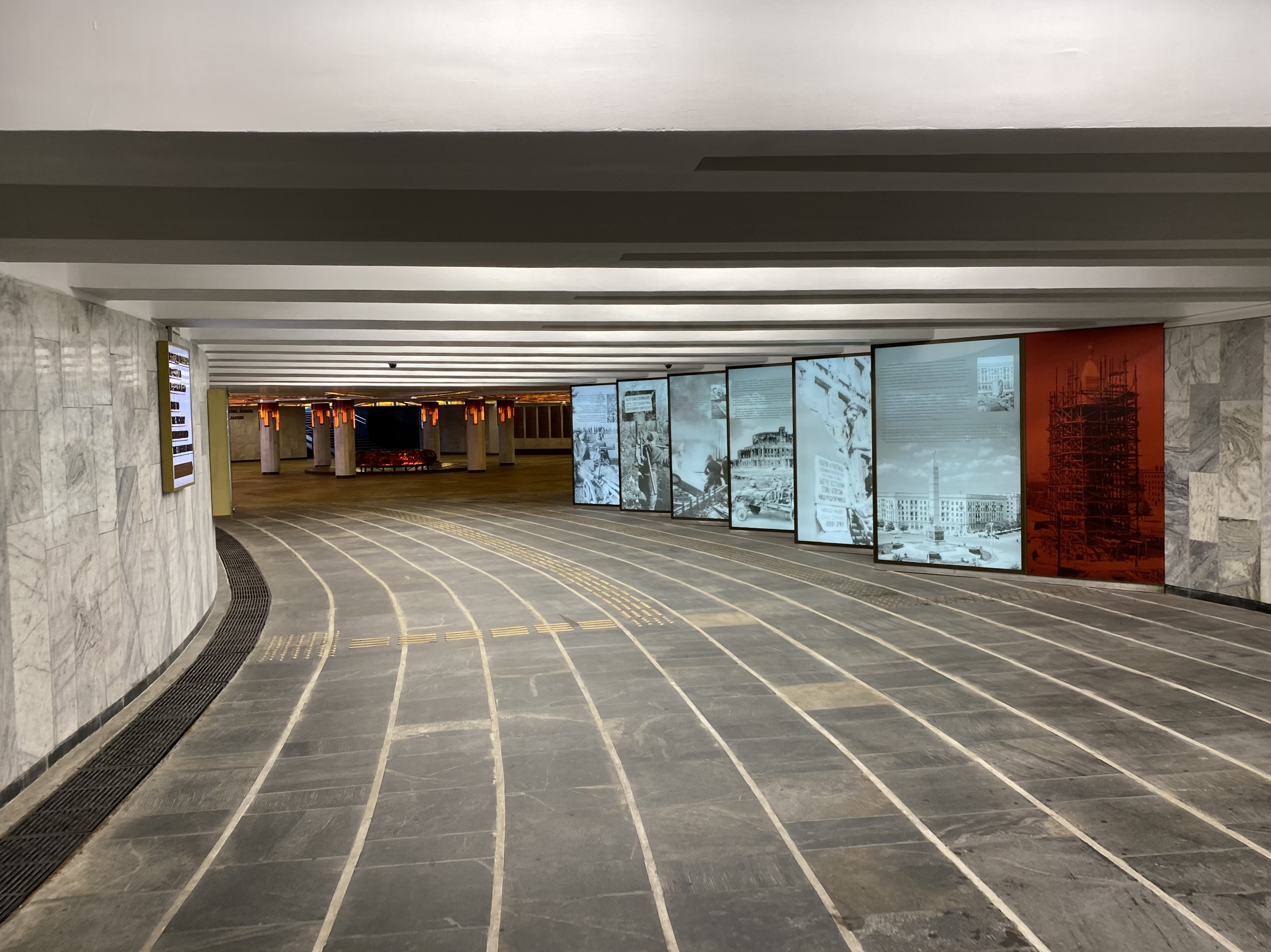
Пешеходный тоннель под Площадью Победы
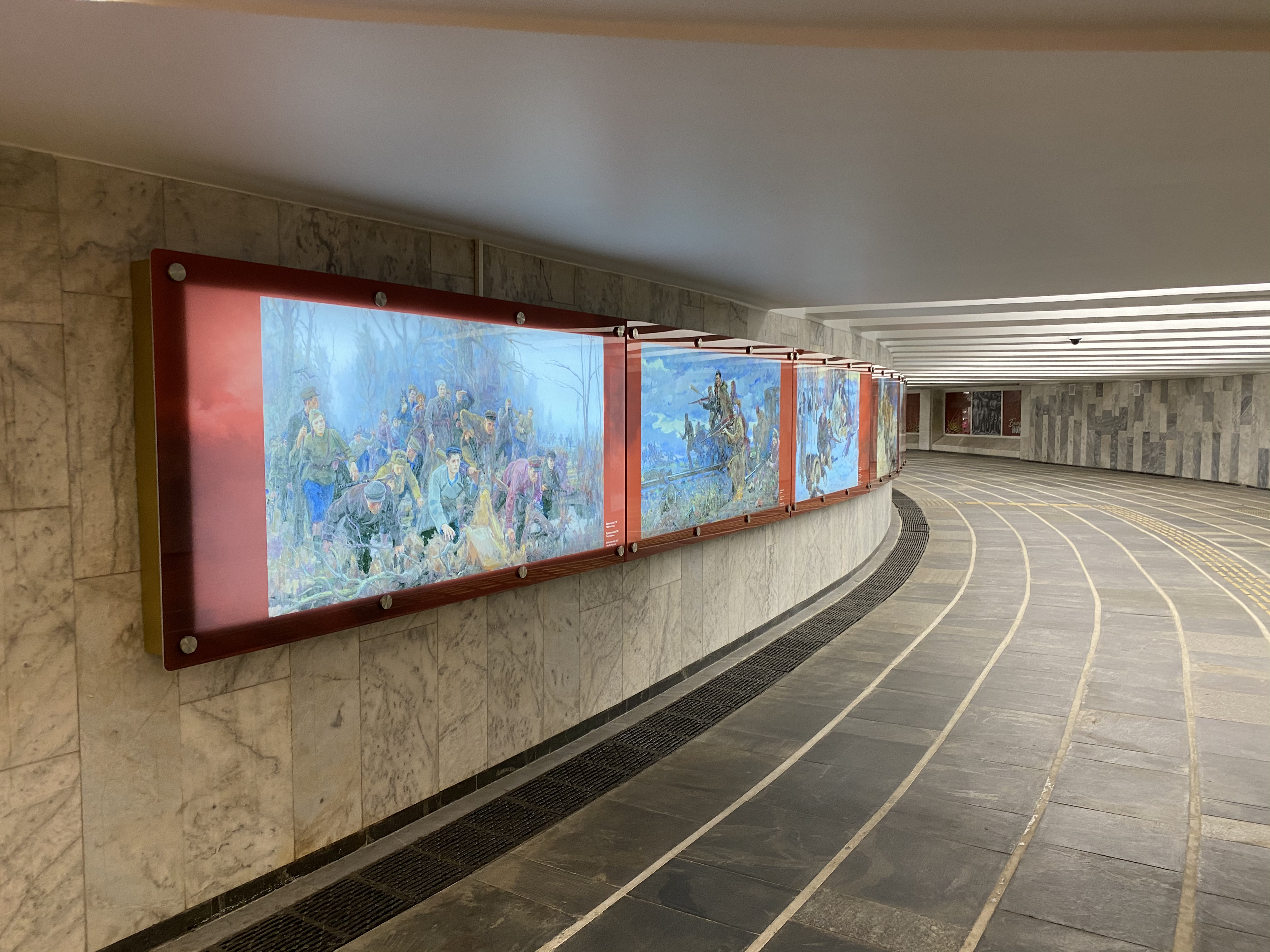
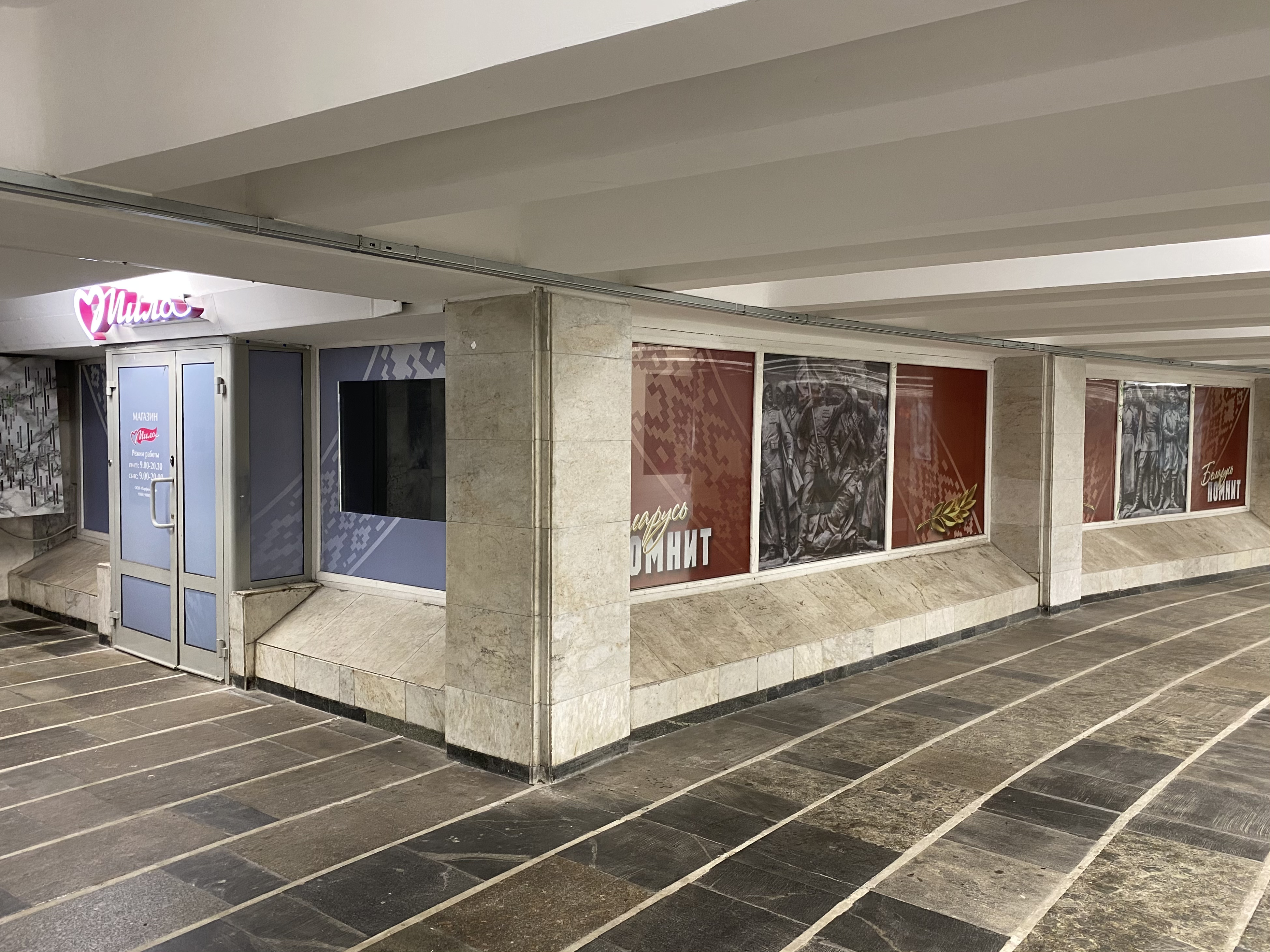
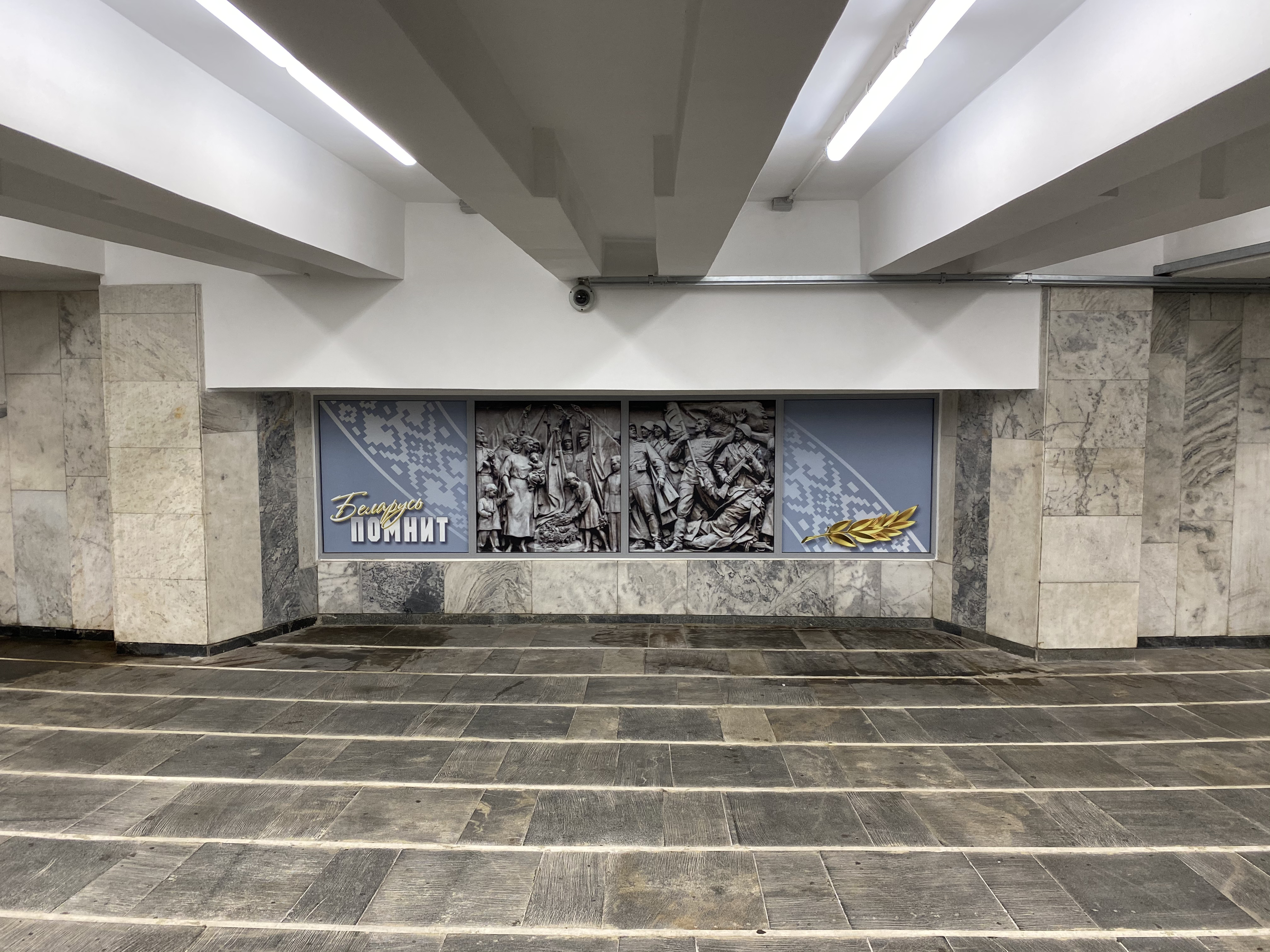
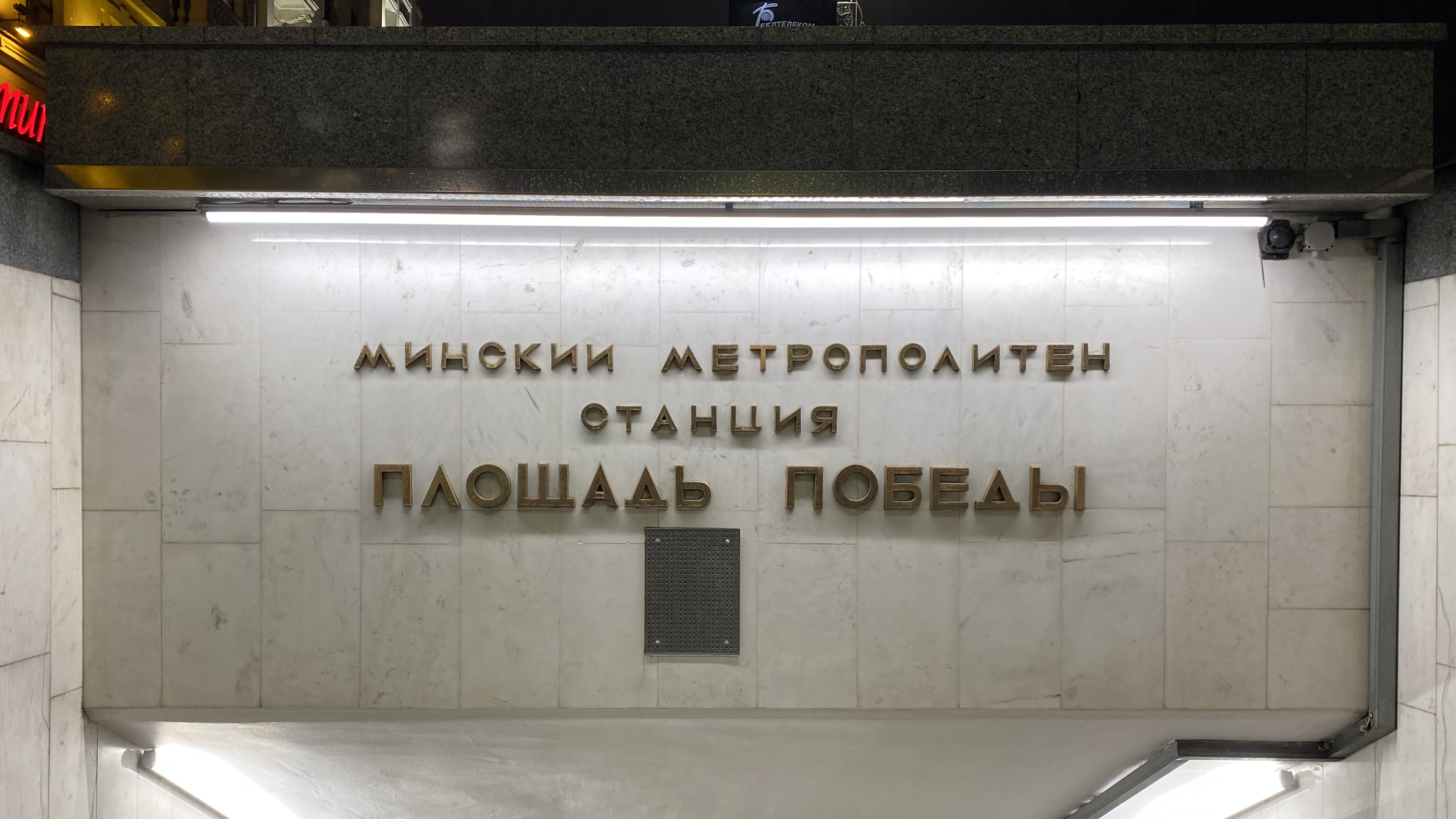
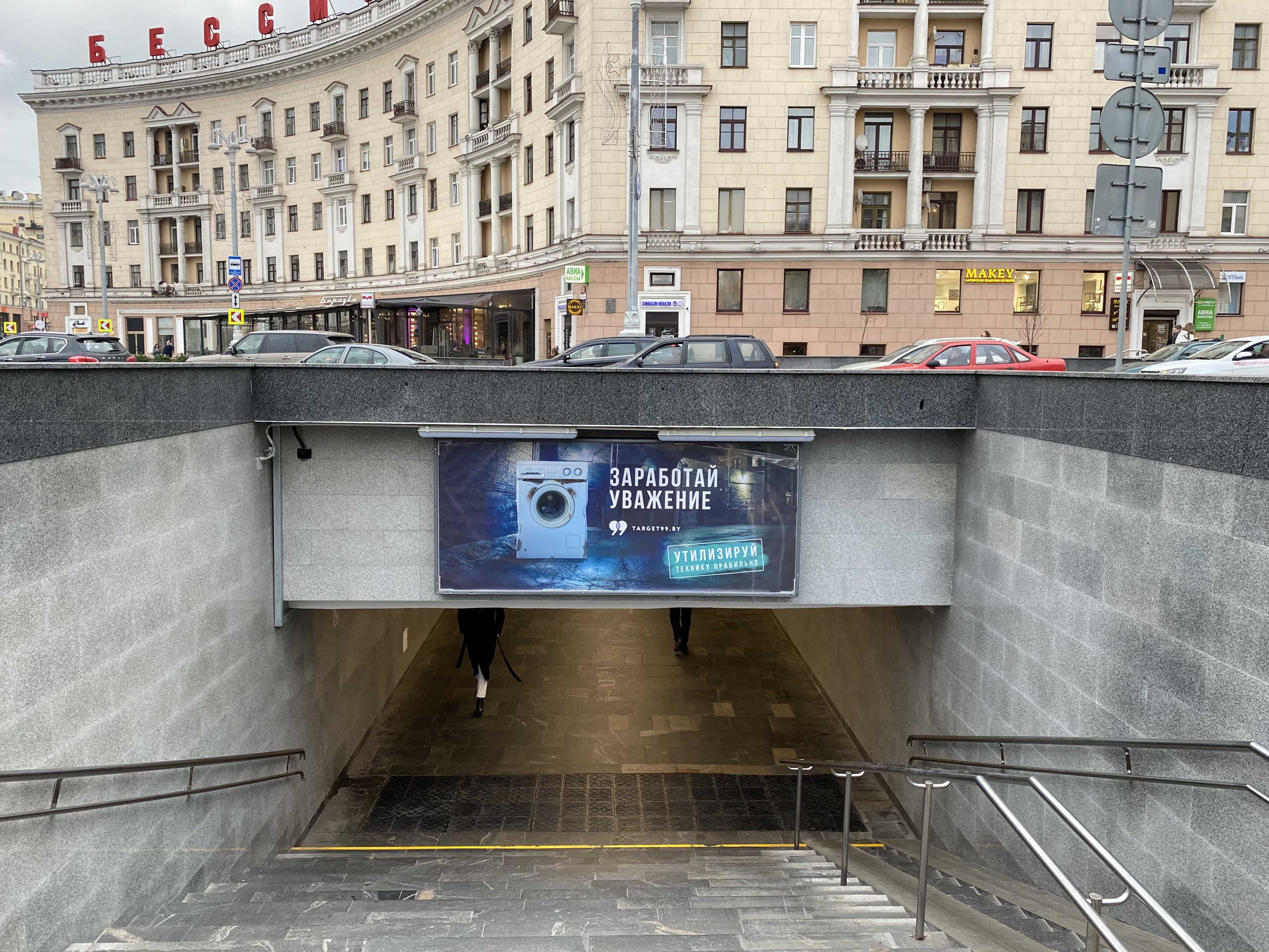
Вход на станцию с Площади Победы